# Biecz

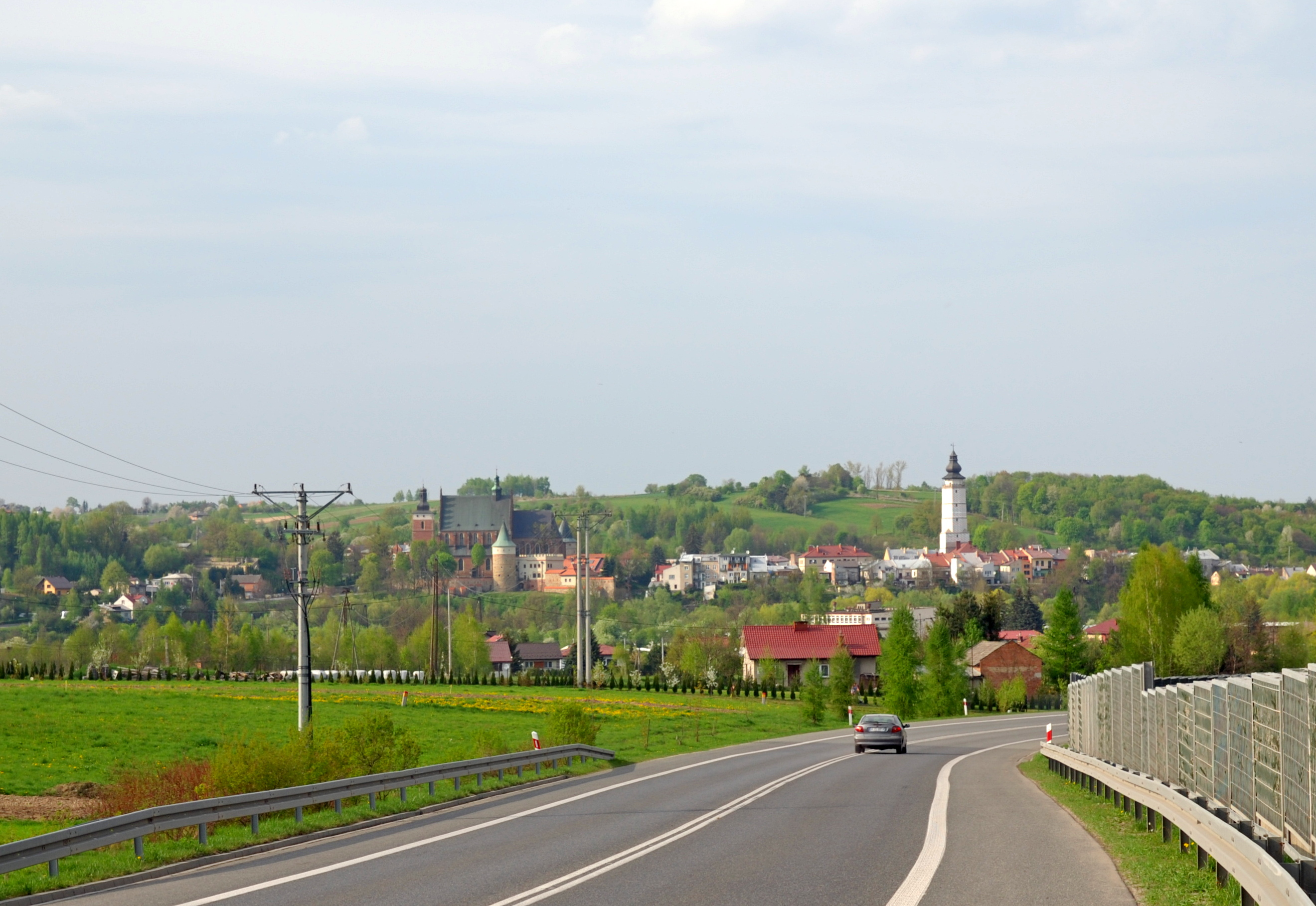
Widok miasta z obwodnicy

Biecz – miasto w południowo-wschodniej Polsce, w województwie małopolskim, w powiecie gorlickim, siedziba gminy miejsko-wiejskiej Biecz. Leży nad rzeką Ropą, na jednym ze wzgórz Pogórza Karpackiego. Ze względu na bogatą historię często jest nazywane „perłą Podkarpacia” lub „małym Krakowem”. Bywa także określany jako „polskie Carcassonne”, dzięki zachowanym fragmentom średniowiecznych murów miejskich i zabudowy.
Według danych GUS z 1 stycznia 2024 r. miasto miało 4313 mieszkańców.
Był miastem królewskim Korony Królestwa Polskiego. Miasto królewskie starostwa bieckiego w powiecie bieckim województwa krakowskiego w końcu XVI wieku. Biecz uzyskał prawo składu w 1616 roku. Do połowy XVI wieku było jednym z największych w Polsce. Przeżyło rozkwit w XIV i XV wieku dzięki posiadaniu statusu miasta królewskiego; od XVII w. zaczęło podupadać. Współcześnie jest niewielkim turystycznym miasteczkiem o malowniczym położeniu z licznymi zabytkami.
W Bieczu działają zakłady przemysłu metalowego i drzewnego. Ma stację kolejową. Honorowym Patronem Miasta i Gminy Biecz jest od 2007 roku św. Jadwiga Andegaweńska.

## Położenie

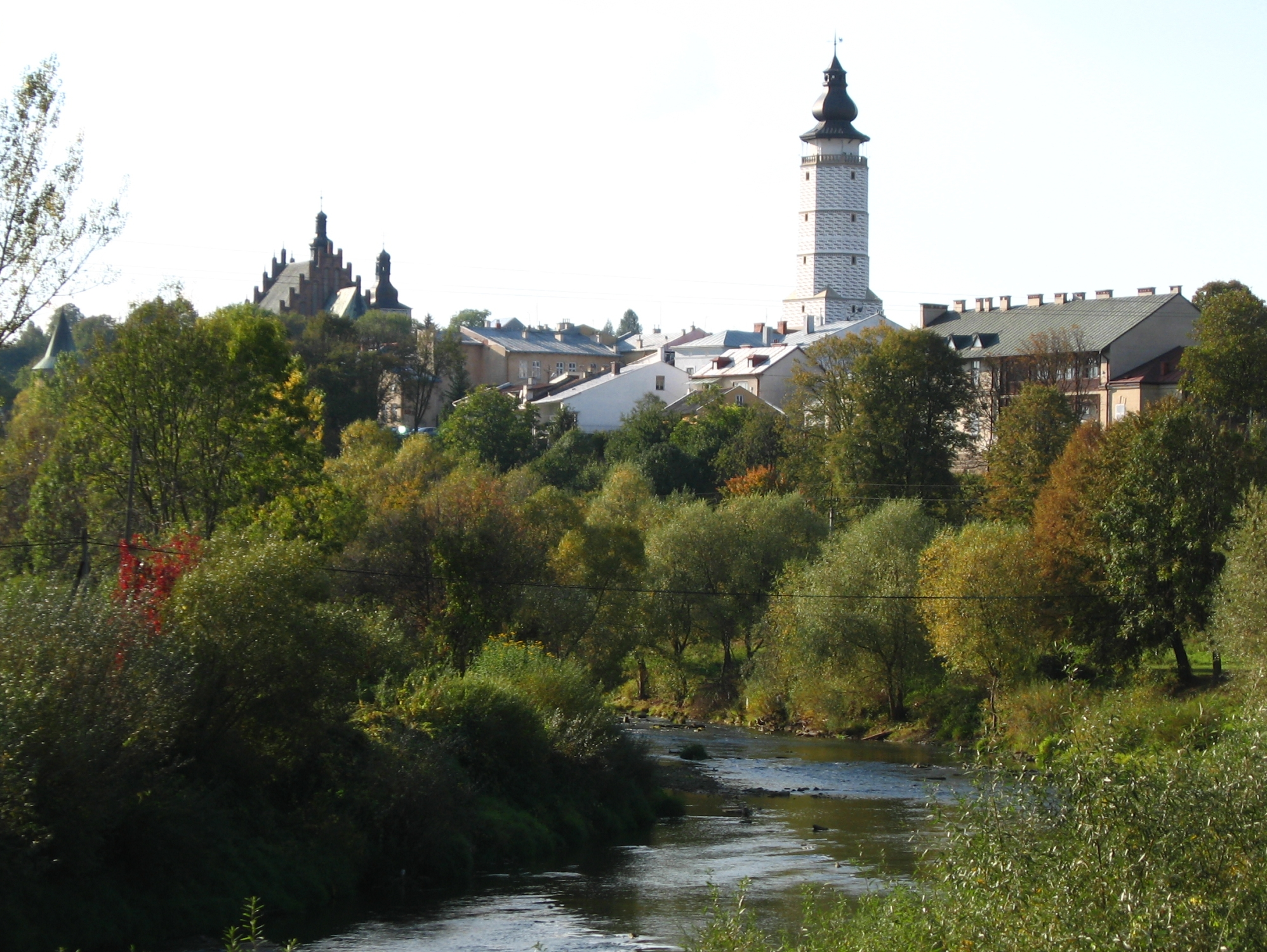
Widok znad rzeki Ropy na Stare Miasto

Plan Biecza

Biecz leży w Obniżeniu Gorlickim na Pogórzu Karpackim w południowej części Polski, w odległości ok. 35 km od granicy ze Słowacją oraz ponad 100 km od granicy z Ukrainą. Powierzchnia miasta wynosi 17,72 km² (1 stycznia 2024). Biecz zajmuje ok. 18% powierzchni gminy oraz ok. 1,8% powierzchni powiatu gorlickiego.
Miasto jest położone w obrębie historycznej Małopolski w ziemi krakowskiej. W języku potocznym ze względu na znaczenie Biecza w okresie jego świetności mówiono o rozległej ziemi bieckiej (łac. Terra Biecensis). W latach 1975–1998 w woj. krośnieńskim.
Biecz graniczy z Binarową, Głęboką, Grudną Kępską, Korczyną, Libuszą oraz Strzeszynem. Najbliższym miastem są oddalone od Biecza o ok. 8 km Gorlice, siedziba władz powiatu gorlickiego, w obrębie którego się znajduje. Nieco dalej leży Jasło, ok. 21 km na wschód od Biecza. Biecz znajduje się ok. 45 km na zachód od Krosna, 50 km na wschód od Nowego Sącza, 55 km na południe od Tarnowa, 90 km na południowy zachód od Rzeszowa i 125 km na południowy wschód od Krakowa.

### Dzielnice miasta

#### Podział według jednostek pomocniczych gminy

Bieckie jednostki pomocnicze gminy

W Bieczu znajdują się 3 jednostki pomocnicze gminy, funkcjonujące jako komitety osiedlowe. Są to:
- Jednostka pomocnicza nr 1, w której skład wchodzą ulice: Ariańska, Barianów-Rokickich, Binarowska, Bochniewicza, Grodzka, Grunwaldzka, Harta, Kazimierza Wielkiego, Kolejowa, Kromera, Królowej Jadwigi, Krzemińskiego, Ligęzów, Nęckówka, Parkowa, Piekarska, 3 Maja, Podwale, Potockiego, Reformacka, Rynek, Skłodowskiej, Słoneczna, Tumidajskiego, Tysiąclecia, Wapniska oraz Węgierska.
- Jednostka pomocnicza nr 2, w której skład wchodzą ulice: Belna Dolna, Belna Górna oraz Załawie.
- Jednostka pomocnicza nr 3, w której skład wchodzą ulice: Przedmieście Dolne oraz Przedmieście Górne.

Na czele zarządu osiedla stoi przewodniczący. W skład wchodzi jeszcze od pięciu do dziewięciu osób wybieranych co 4 lata po wyborach do Rady Miejskiej podczas zebrania mieszkańców.

#### Podział historyczny i nieformalny

Bieckie przedmieścia

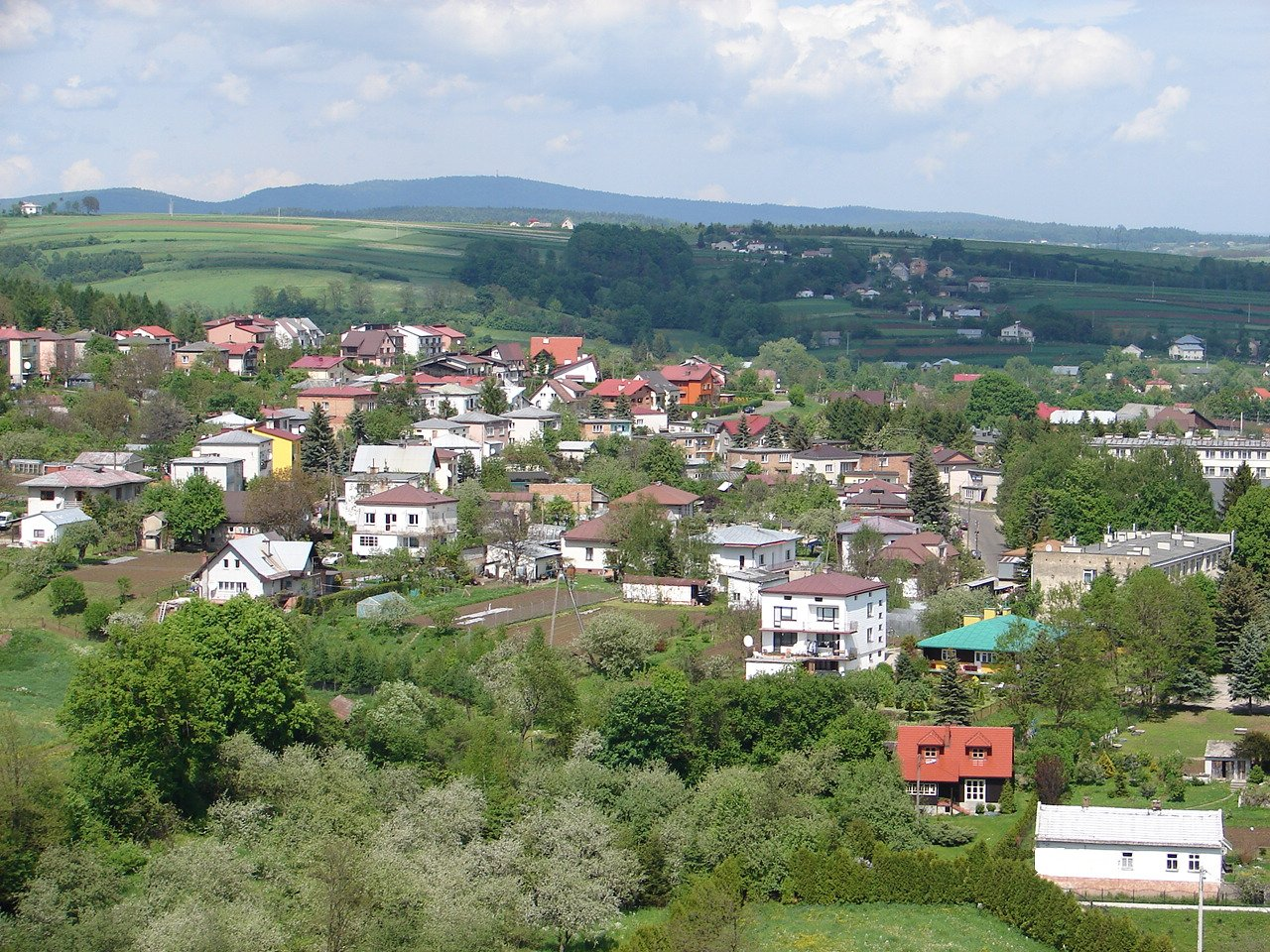
Osiedle przy ulicach Tysiąclecia, Skłodowskiej, Królowej Jadwigi i Słonecznej

Oprócz podziału formalnego, wykorzystywanego głównie w kwestiach urzędowych, w świadomości mieszkańców istnieje mający źródła w historii podział na dzielnice – pomimo że oficjalnie w Bieczu podział na nie nie funkcjonuje. Część miała do połowy XIX wieku własne samorządy, na czele których stali wójtowie. Często od nazw tych dzielnic pochodzą nazwy ulic, np. ulica Przedmieście Dolne. Dawniej tereny leżące poza murami miasta traktowane były jako przedmieścia. Ponieważ cechy rzemieślnicze i późniejsze zakłady przemysłowe takie jak np. warsztaty sukiennicze i płóciennicze, oraz ogrody i folwarki mieszczańskie lokowane były na przedmieściach, były one bardzo rozległe od czasów średniowiecznych i takie są do chwili obecnej. W 1581 przedmieścia zajmowały ponad 33 łany (około 1500 morg, prawie 600 ha), z czego 28 łanów należało do miasta, a pozostałe 5 do starostwa bieckiego.
Stara część miasta wydzielana jest jako dzielnica, ponieważ jest oddzielona od pozostałych murami miasta lub ich pozostałościami. Na południe od centrum miasta leży Załawie, leżące na prawym brzegu Ropy, w przeciwieństwie od starówki, która rozciąga się wzdłuż lewego brzegu. Nazwa wzięła się od położenia – Załawie leżało w stosunku do miasta za rzeką Ropą, czyli „za ławą”, która miała je łączyć. O dzielnicy tej wspomniano już w 1945. Częścią folwarku na Załawiu była dawniej Korczyna, która obecnie jest oddzielną wsią. Kolejną dzielnicą jest Podwale, którego nazwa pochodzi od wałów leżących przy murach miejskich. Przez nią częściowo prowadzi ulica Podwale, biegnąca na północ od starówki.
Pozostała część przedmieść była dawniej dzielona na część górną i dolną. Przedmieście górne składało się z Harty, Wapnisk i Noszalowej, natomiast w skład przedmieścia dolnego wchodziły Kurpiel i Belna. Na północny wschód od centrum działały piece do wypalania wapna, od których pochodzi nazwa Wapniska. Od wzgórza Harta leżącego na południe od Wapnisk nazwano ulicę Harta.
Przedmieścia bieckie rozciągały się jednak głównie na wschód od obwarowanego miasta, na płaskich terenach doliny Ropy. Na lewym brzegu znajduje się Kurpiel. Jego dolna część obejmuje obecne osiedle wzdłuż ulicy Przedmieście Dolne i częściowo wzdłuż ulicy Kazimierza Wielkiego, górna część to osiedle wzdłuż ulicy Przedmieście Górne. Jego najbardziej zachodnią częścią jest Osiedle Górne przy ulicach Tysiąclecia, Skłodowskiej, królowej Jadwigi oraz Słonecznej, na którym znajduje się 91 jedno- i dwurodzinnych domów oraz budynki użytku publicznego, m.in. poczta i placówki oświatowe. Na północ od tego osiedla leży Nęckówka, jeden ze słabiej zaludnionych obszarów miasta z polami uprawnymi, sadami i lasami. Na południe od Osiedla Górnego jest osiedle 10 bloków mieszkalnych przy ulicy Parkowej.
Belna położona jest na południowy wschód od Biecza, od którego oddziela ją Ropa. Stanowiła w pewnym sensie samodzielną jednostkę gospodarczą, chociaż administracyjnie należała do przedmieść bieckich. Był tam folwark należący do starostów bieckich. Belna miała charakter rolniczy. Na jej terenie są nieczynne szyby naftowe. Ukształtowanie terenu dzieli Belnę na Dolną i Górną w obrębie jednostki pomocniczej nr 2.

## Środowisko naturalne

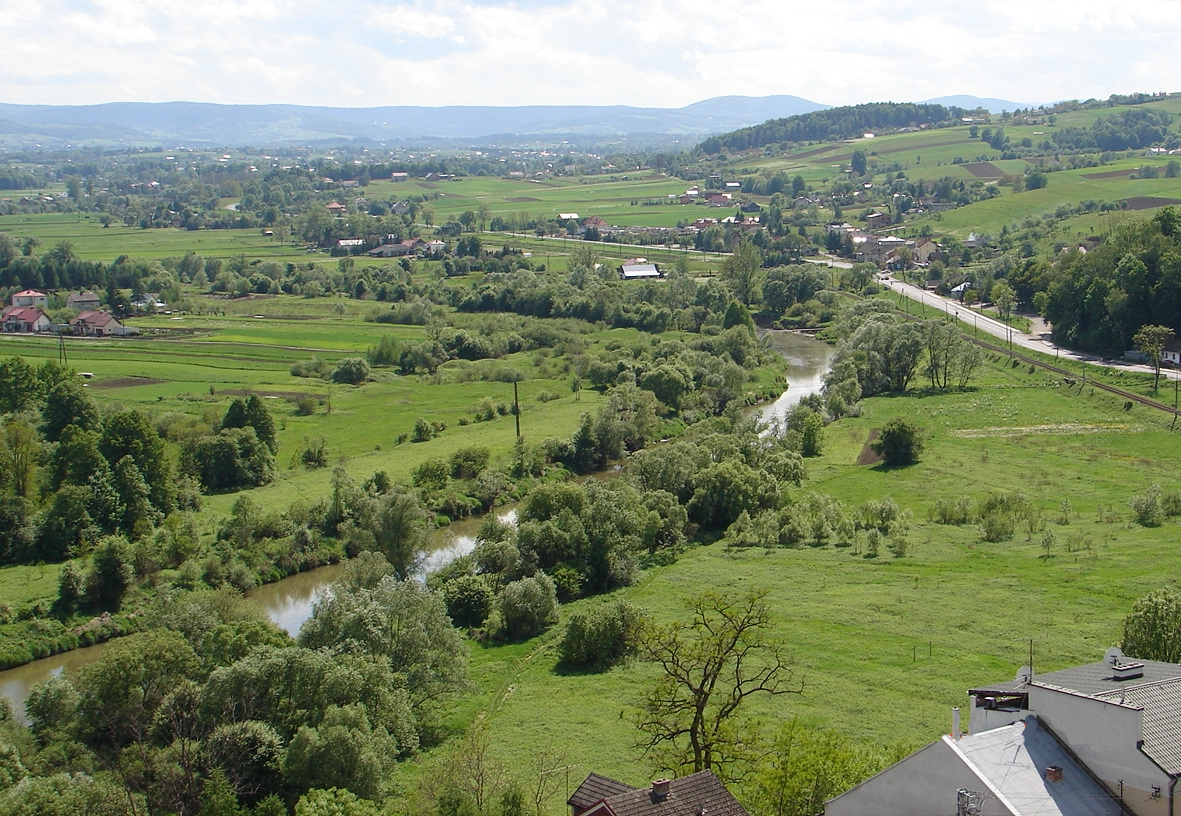
Rzeka Ropa

Przez miasto przepływa rzeka Ropa oraz kilka mniejszych cieków, między innymi potok Sitniczanka płynący przez Nęckówkę i Przedmieście Dolne i kończący swój bieg na Belnej. W mieście jest też kilka mniejszych potoków uchodzących do Ropy, m.in. potok Zadziurze płynący Podwalem przy centrum miasta, płynący przy południowej granicy miasta (okolice Ścibórki i wzgórza Harta) dopływ Strzeszynianka oraz dopływ z Głębokiej uchodzący do Ropy w okolicach Belnej. Sama Ropa w XIX wieku płynęła bezpośrednio pod miastem. Zmieniła jednak koryto, a tam, gdzie płynęła wcześniej, obecnie biegną tory kolejowe. Stary przebieg rzeki widać m.in. na XIX-wiecznych litografiach.
Na terenie Biecza w okolicy są złoża ropy naftowej. Biecz jest jednym z punktów na trasie Galicyjskiego Szlaku Naftowego. Pomimo małej powierzchni różnice względne w mieście wynoszą ponad 120 metrów: najwyższe wzniesienie jest położone 368,7 m n.p.m., a najniższy punkt leży na wysokości 243 m.
Średnia roczna temperatura wynosi około 6 °C, w lipcu – średnio około 17 °C, a w styczniu – −5 °C. Średnia suma opadów w skali roku nie przekracza 900 mm. Zimą pokrywa śnieżna utrzymuje się ok. 100 dni, średnio ma grubość ok. 15 cm.

### Przyroda
W okresie polodowcowym na okolicznych terenach występowała rzadka dziś kosodrzewina i cisy. Z czasem pojawiały się lasy modrzewiowo-sosnowe oraz jodłowo-bukowe. Do rzadkości należy też występujący na terenie Biecza i okolic kasztanowiec. W okolicy starych dworów i kościołów występują stare okazy dębów i lip uznane za pomniki przyrody. Flora okolic Biecza jest różnorodna; występują m.in. wierzby, leszczyna, jodły, jesiony i brzozy. W podszycie okolicznych lasów występują m.in. jeżyny, poziomki oraz trawy i zioła. Można także znaleźć będące pod ochroną przebiśniegi, wawrzynka wilczełyko, lilię złotogłów, kłokoczkę południową, tojad mołdawski i storczyki.
W okresie międzywojennym w okolicy występowały licznie motyle, wiele okazów znajduje się w Muzeum Motyli w Bochni; zachowało się stosunkowo niewiele żyjących gatunków.
W mieście jest 271 ha lasów (15,22% całej powierzchni miasta). Po zachodniej stronie miasta znajduje się jeden z większych bieckich lasów – Grodzki Las. W mieście są dwa zieleńce o łącznej powierzchni 3,9 ha, z których większy jest park miejski przy ulicy Parkowej. Powierzchnię miasta zajmują także tereny zieleni użytkowej o powierzchni 1,5 ha oraz 70 m żywopłotów.
| Użytki rolne         | 1330 | 74,72 |
| Lasy i zadrzewienia  | 271  | 15,22 |
| Wody                 | 20   | 1,12  |
| Tereny zabudowane    | 75   | 4,22  |
| Tereny komunikacyjne | 77   | 4,33  |
| Nieużytki            | 7    | 0,39  |
| Tereny pozostałe     | –    | 0,00  |

## Demografia
| Struktura ludności dane z 31 XII 2010 |        |        |         |         |           |           |
| Opis                                  | Ogółem | Ogółem | Kobiety | Kobiety | Mężczyźni | Mężczyźni |
| Jednostka                             | osób   | %      | osób    | %       | osób      | %         |
| Populacja                             | 4573   | 100    | 2370    | 51,8    | 2203      | 48,2      |
| Gęstość zaludnienia                   | 258,2  | 258,2  | 133,8   | 133,8   | 124,4     | 124,4     |

| Wykształcenie dane z Narodowego Spisu Powszechnego z 2002 roku |      |            |          |         |            |        |
|                                                                | Brak | Podstawowe | Zawodowe | Średnie | Policealne | Wyższe |
| Osób                                                           | 137  | 1215       | 965      | 1094    | 207        | 358    |
| Kobiet                                                         | 96   | 682        | 370      | 608     | 146        | 210    |
| Mężczyzn                                                       | 41   | 533        | 595      | 486     | 61         | 148    |

Biecz liczy prawie 5 tysięcy mieszkańców, plasuje się na 44. miejscu pod tym względem wśród miast województwa małopolskiego. Wraz z rozwojem miasta wzrastała liczba jego mieszkańców. W XIV wieku parafia biecka, wraz z okolicznymi wsiami liczyła 522 osoby. Dane z najstarszej księgi sądowniczej Biecza z lat 1388–1398 jednak wskazują na liczbę mieszkańców wynoszącą ponad 3 tysiące. W połowie XVI w. było ich ok. 3700 osób, a w pierwszej połowie XVII w. ok. 1800 osób.
W pierwszej połowie XVI w. Biecz pod względem wielkości i liczby domów był zaliczany do największych miast Polski. Po wojnach szwedzkich, licznych zarazach i pożarach liczba mieszkańców zaczęła spadać. W 1721 miała miejsce największa zaraza, po której pozostało ok. 30 mieszkańców. Na pamiątkę zbudowano kapliczkę św. Michała. W czasie zaborów miasto powoli się rozwijało. II wojna światowa przyniosła znaczne straty wśród mieszkańców. Na skutek przesiedleń m.in. z Jasła Biecz w 1944 liczył 5973 mieszkańców – najwięcej w jego historii.
W ostatnich latach ludności zaczęło ubywać. Tendencja spadkowa charakteryzuje procesy migracji do większych miast i za granicę, spowodowane głównie dużym bezrobociem i brakiem wyższych uczelni. Miasto miało 4564 mieszkańców (31 grudnia 2010).
|  |

W Bieczu na 100 mężczyzn przypada 108 kobiet. W większości przedziałów wiekowych zauważalna jest większa proporcja kobiet. Przewaga mężczyzn występuje tylko w przedziałach: 10–24 oraz 30–39.
Piramida wieku mieszkańców Biecza w 2014 roku.

## Toponimia

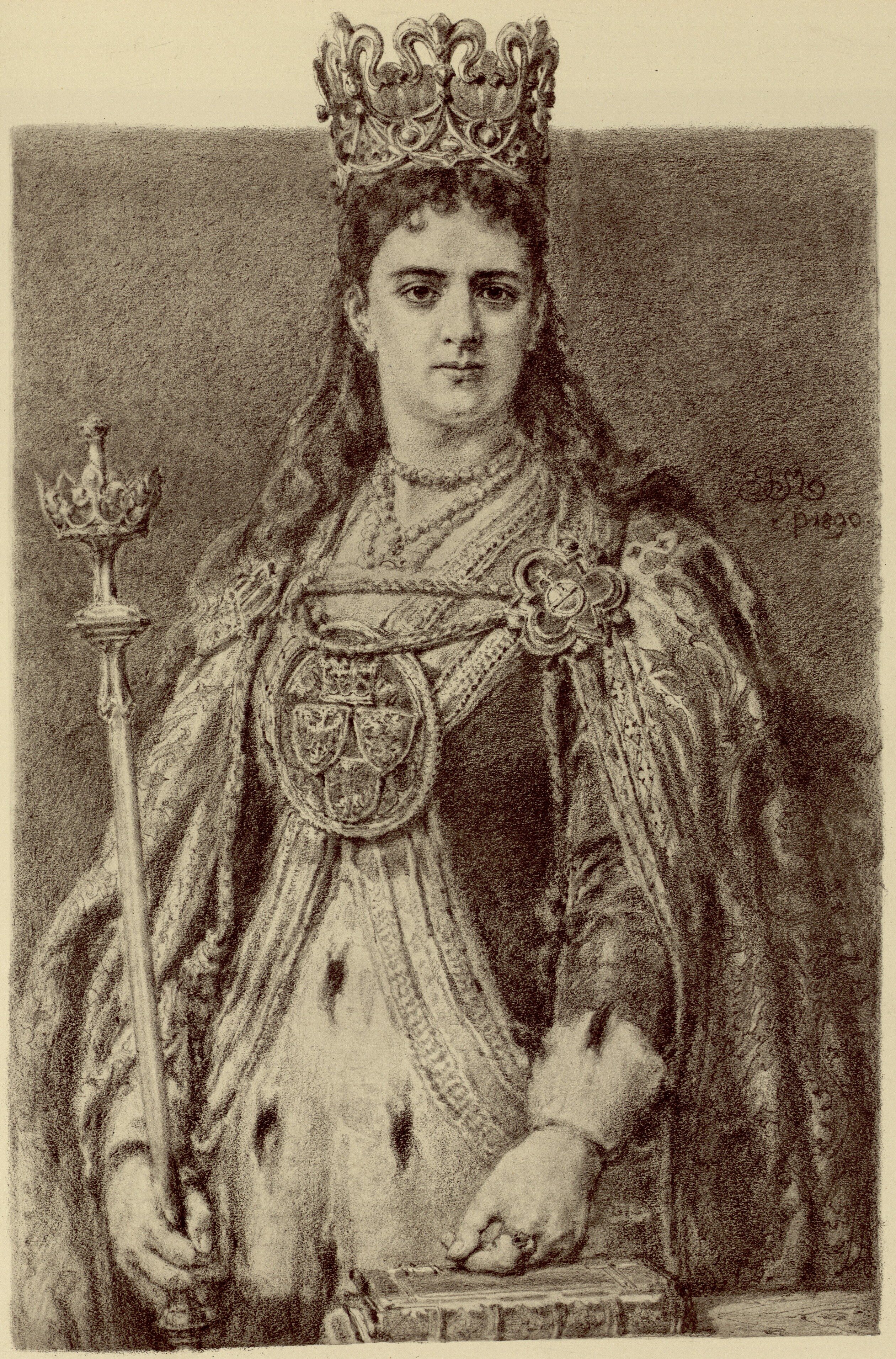
Królowa Jadwiga często gościła w Bieczu, fundator Szpitala św. Ducha, Honorowy Patron Miasta i Gminy Biecz

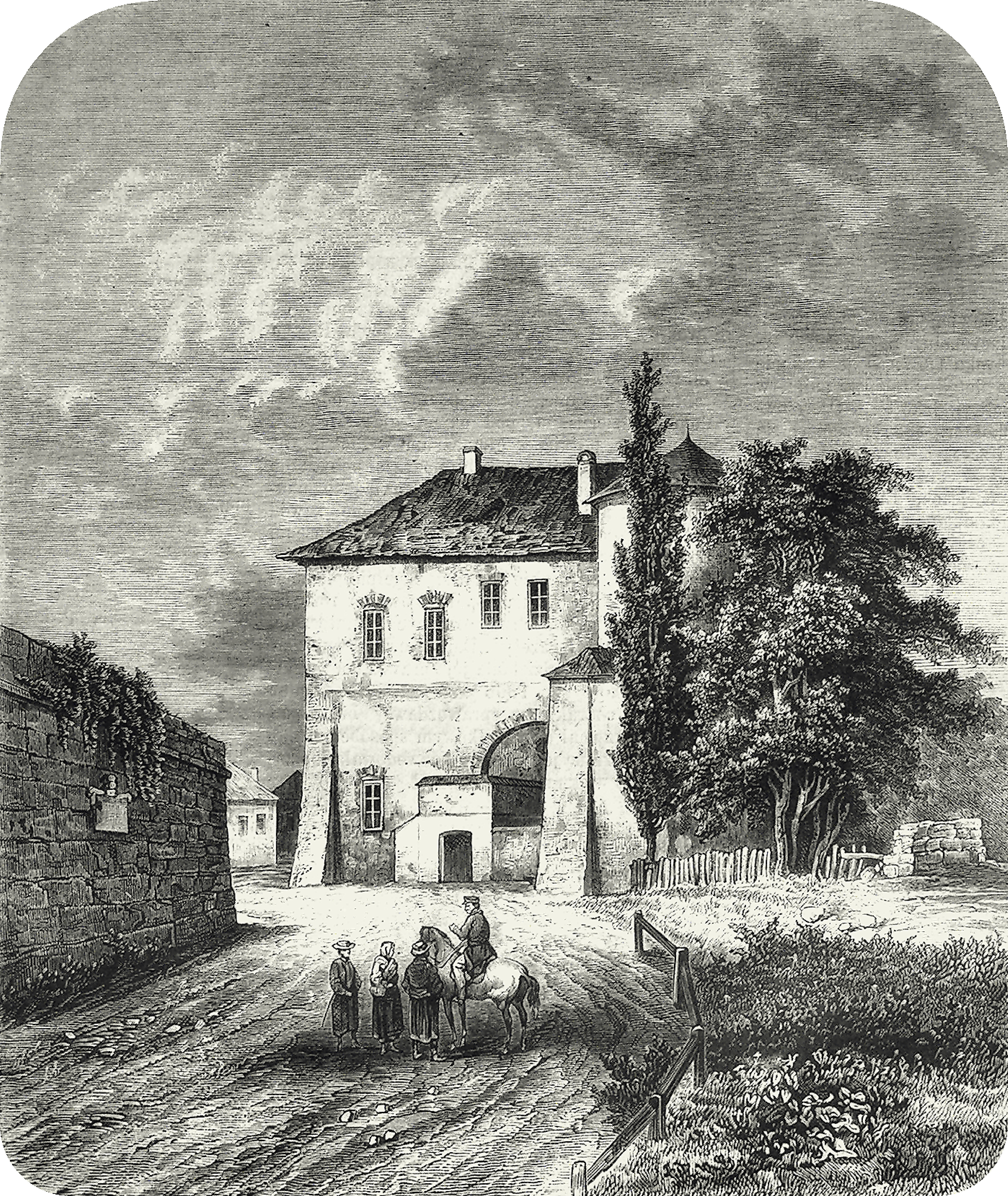
Renesansowy dom Barianów-Rokickich według „Tygodnika Ilustrowanego” z 25 lipca 1868 r.

Biecz około 1617 na rycinie z dzieła Georga Brauna i Franza Hogenberga

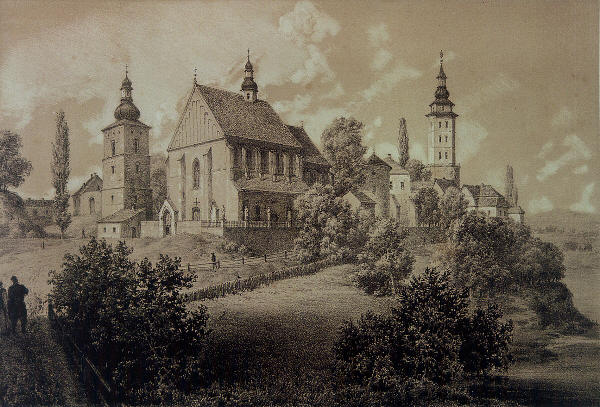
Maksymilian Fajans, Biecz nad rzeką Ropą, 1875–1883

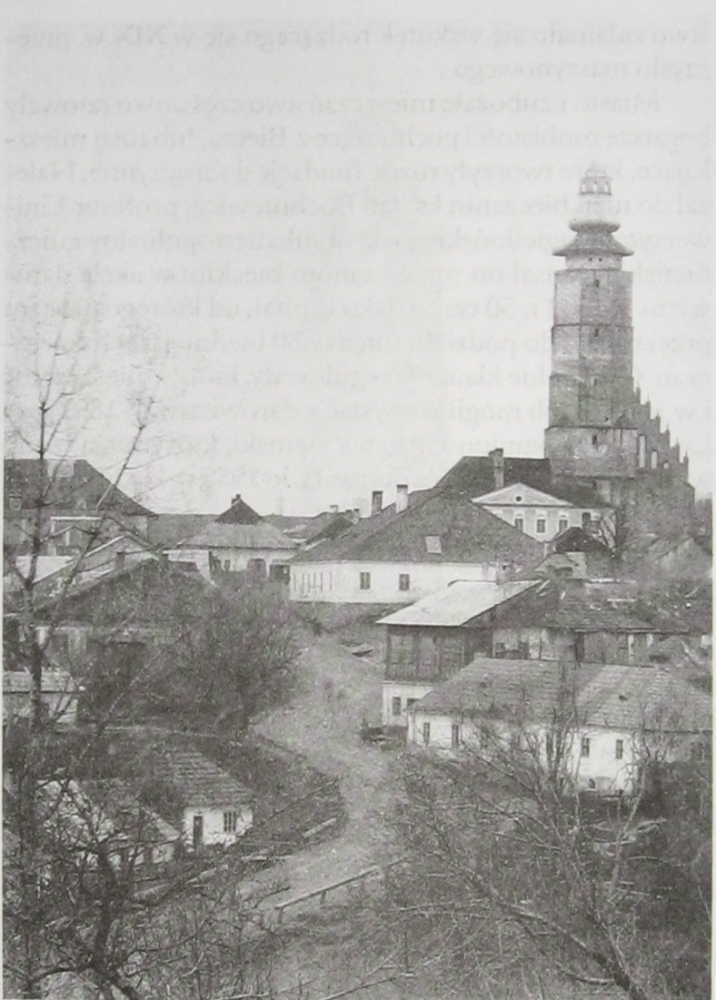
Wjazd do Biecza od wschodu w 1900 r.

Utrwalone w historycznych notatkach próby zapisu nazwy miasta to: Beyech, Begech, Begecz, Begesz, Beyecz, Beecz, Beycz, Byecz oraz Beiech. Pojawiają się one najwcześniej w XI wieku w dokumentach klasztoru tynieckiego. Te z wieków od XII do XIV świadczą o tym, że pierwotna nazwa brzmiała Biejecz. W dokumencie Konrada Mazowieckiego z 1228 dotyczącym sprowadzenia Krzyżaków do Polski spisanym na bieckim zamku nazwa Biecz występuje w formie Beze. W XIII wieku powstała forma Biejcz, którą można było spotkać jeszcze w XVII wieku. Dalsze uproszczenie nazwy doprowadziło do powstania współczesnej formy Biecz.
Kazimierz Rymut i inni językoznawcy wywodzą tę nazwę od niepoświadczonej historycznie nazwy osobowej Biejek, której istnienie jednak ma potwierdzać także nazwa wsi Biejków. Ponieważ nazwa tyczy się starej miejscowości, nie można jej wiązać z chrześcijańskim imieniem Benedykt. Nazwa osobowa Biejek pochodziła prawdopodobnie od słowiańskich imion złożonych na Bie-, typu Biezdziad. Natomiast sama nazwa Biejecz stanowi formę przymiotnika dzierżawczego powstałą poprzez dodanie przyrostka -jь.
Mniej prawdopodobne jest, że nazwa pochodzi od Beskidów, jednak takie teorie też istnieją. Według nowej hipotezy nazwa Biejecz łączona jest z pospolitym wyrazem, oznaczającym w dialektach zachodniosłowiańskich stary gród.
Pochodzenia nazwy miasta szuka się też w legendach. Jedna z nich mówi o legendarnym plemieniu Biesów zamieszkującym Beskidy. Druga z legend za źródło nazwy wskazuje zbója Becza, który miał grasować na tych terenach.

## Historia
Okolice Biecza były zamieszkiwane przez człowieka w czasach neolitu oraz w okresie kultury łużyckiej. Na wzgórzu leżącym nieopodal obecnego centrum miasta w XIII w. wybudowano zamek, jeden z trzech w Bieczu. Pierwsze wzmianki o mieście znajdują się w kronice Thietmara z Merseburga.
Osada otrzymała prawa magdeburskie w 1257, najprawdopodobniej od Bolesława Wstydliwego. Prawo to potwierdził Kazimierz Wielki w 1363. W 1306 miasto stało się miastem królewskim. Czasy Jagiellonów, dzięki licznym przywilejom nadawanym m.in. przez Kazimierza Wielkiego i kolejnych panujących, są okresem dalszego rozkwitu miasta.
Biecz pełnił funkcję ośrodka administracyjnego i sądowniczego, był siedzibą kasztelanii. W drugiej połowie XIV w. utworzono także rozległy powiat biecki i zlokalizowano sądy grodzkie i ziemskie. Obok Krakowa i Nowego Sącza miasto było siedzibą sądu wyższego prawa magdeburskiego. Do powiatu bieckiego w XVII w. należało 11 miast i 264 wsie. W Bieczu znajdowały się trzy zamki i dwór królewski, wszystkie stanowiły rezydencje królewskie. Przebywali w nich wielokrotnie królowie z dynastii Piastów i Jagiellonów. Miasto było także przez wiele wieków ośrodkiem wymiany gospodarczej. Posiadał korzystne warunki rozwoju na skrzyżowaniu dróg handlowych. Najbardziej ożywione stosunki handlowe łączyły Biecz z Węgrami. Przez miasto przewożono duże ilości wina węgierskiego. Utrapieniem byli jednak beskidnicy utrudniający handel. Biecz posiadał więc prawo miecza. Wyroki były zazwyczaj surowe – kara śmierci oraz różne rodzaje tortur. Kat biecki obsługiwał także okoliczne miasta. W Bieczu szybko rozwijały się też handel i rzemiosło. W XIV w. występowało 30 rodzajów rzemiosł. Najliczniejsze były sukiennictwo i płóciennictwo. Rozwijała się także kultura materialna i umysłowa. W Bieczu przebywali także wybitni artyści i pisarze, m.in. Jan Matejko i Stanisław Wyspiański. Sławę Biecza utrwalali poeci, malarze i rysownicy.
W najtrudniejszym okresie walk o zjednoczenie Polski na bieckim zamku przebywał Władysław Łokietek wraz z całym dworem. Było to od września 1311 do kwietnia 1312. Stąd wzięła się tradycja, że Biecz wówczas był stolicą Polski.
Od przełomu XIV i XV w. aż do rozbiorów, Biecz był siedzibą sądów szlacheckich: ziemskich i grodzkich. W 1569 roku Biecz uzyskał przywilej de non tolerandis Judaeis. Od połowy XVII w. miasto zaczęło podupadać; spustoszenia dokonał potop szwedzki, zarazy i pożary, podupadał też handel winem oraz rzemiosło. Kres świetności miasta nastąpił wraz z I rozbiorem Polski, kiedy Biecz znalazł się w zaborze austriackim, oraz likwidacją powiatu bieckiego i sądownictwa grodzkiego. Połowiczne środki w postaci licznych fundacji nie zapobiegły upadkowi miasta. Habsburgowie sprzedali więc miasto rodzinie Siemieńskich, na skutek czego utraciło ono status królewski. Początkowo zyskało dzięki temu pewną stabilizację. Pod koniec XIX w. nastąpiło ożywienie gospodarcze. W okolicach Biecza zaczął rozwijać się przemysł petrochemiczny. Ożywienie gospodarcze i napływ kapitału do Biecza wpłynęły korzystnie na poprawę wielu dziedzin życia – powstała kolej, powoli odradzało się szkolnictwo i życie kulturalne miasta. Wielki pożar, który wybuchł 12 maja 1903, nie powstrzymał rozwoju gospodarki i kultury. Założono Czytelnię Ludową, Bieckie Kółko Rolnicze oraz drużynę skautową, utworzono też Oddział Abstynentów Eleuteria.
I wojna światowa nie wyrządziła większych szkód miastu. W dwudziestoleciu międzywojennym Biecz ponownie zaczął się rozwijać. Założono Związek Młodzieży Polskiej, Oddział Związku Strzeleckiego, a Towarzystwo Przyjaciół Biecza zaczęło organizować życie kulturalne miasta i doprowadziło do powstania Muzeum Ziemi Bieckiej. Wybuch kolejnej wojny położył kres wszelkim przejawom życia kulturalnego. II wojna światowa przyniosła znaczne straty wśród mieszkańców. Zniszczeniu uległy też liczne obiekty kulturalne oraz gospodarcze. Podczas okupacji hitlerowskiej, w październiku 1941 roku Niemcy utworzyli getto dla żydowskich mieszkańców. Przebywało w nim około 1700 Żydów. Podczas likwidacji getta 17 sierpnia 1942 roku część została zamordowana a pozostałych wywieziono do obozu zagłady w Bełżcu. W latach 1942–1943 hitlerowcy dokonywali tutaj licznych egzekucji na Żydach. W Bieczu i okolicach działał silnie rozwinięty ruch oporu, dokonywane były liczne akcje zbrojne i sabotażowe.
Po wojnach oblicze Biecza zaczęło się zmieniać. Po zakończeniu działań wojennych przystąpiono do odbudowy szkolnictwa i kultury w mieście. Zaczęto dbać także o zabytki. Obecnie w Bieczu nadal prowadzi się prace konserwatorskie, m.in. przy szpitalu św. Jadwigi, oraz remontowana jest kamienna kapliczka związana z jedną z legend bieckich. Biecz staje się coraz atrakcyjniejszym turystycznie miastem. W tym mieście odbywały się VIII Małopolskie Dni Dziedzictwa Kulturowego, Biecz został wytypowany do udziału w finale konkursu „Wielkie Odkrywanie Małopolski”. Miały tu też miejsce uroczystości związane ze sprowadzeniem relikwii Świętej Jadwigi Królowej oraz nadaniem jej Honorowego Patronatu Miasta i Gminy Biecz.
W maju i czerwcu 2010 Biecz i okolice nawiedziła powódź, która spowodowała spore zniszczenia infrastruktury drogowej i zalania terenów mieszkalnych.

## Architektura

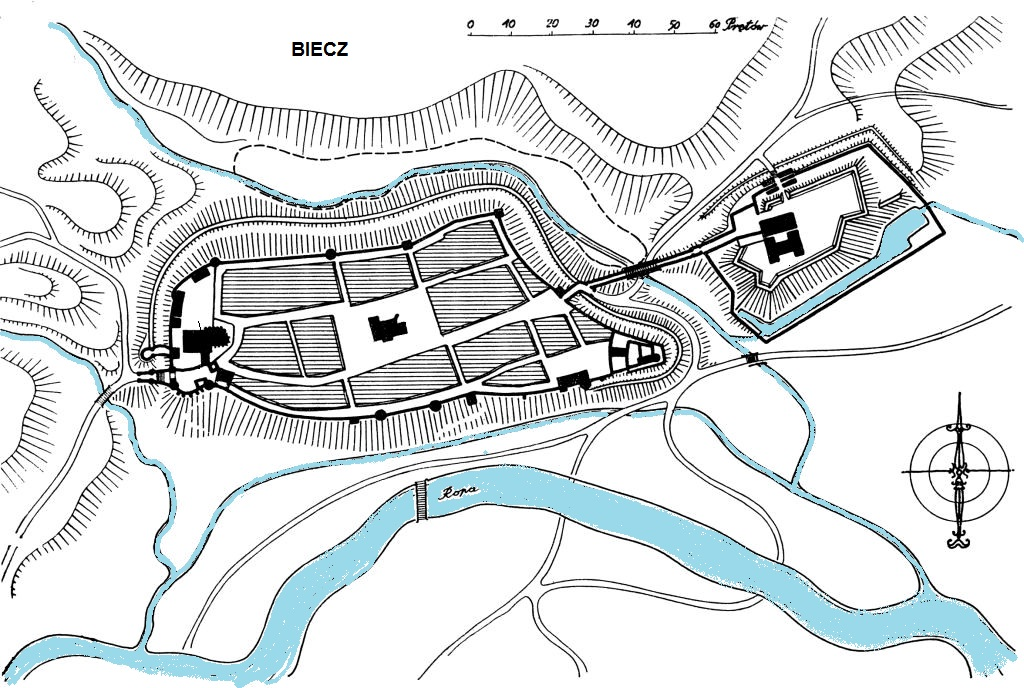
Plan miasta w średniowieczu

Zabytki Biecza:
1. Fundamenty zamku na Górze Zamkowej
2. Kościół Bożego Ciała
3. Baszta kowalska
4. Dom Barianów-Rokickich wraz z basztą radziecką
5. Kromerówka
6. Ratusz z wieżą
7. Dawna Synagoga
8. Gród starościński
9. Szpital św. Ducha
10. Klasztor franciszkanów
11. Szczątkowy kirkut

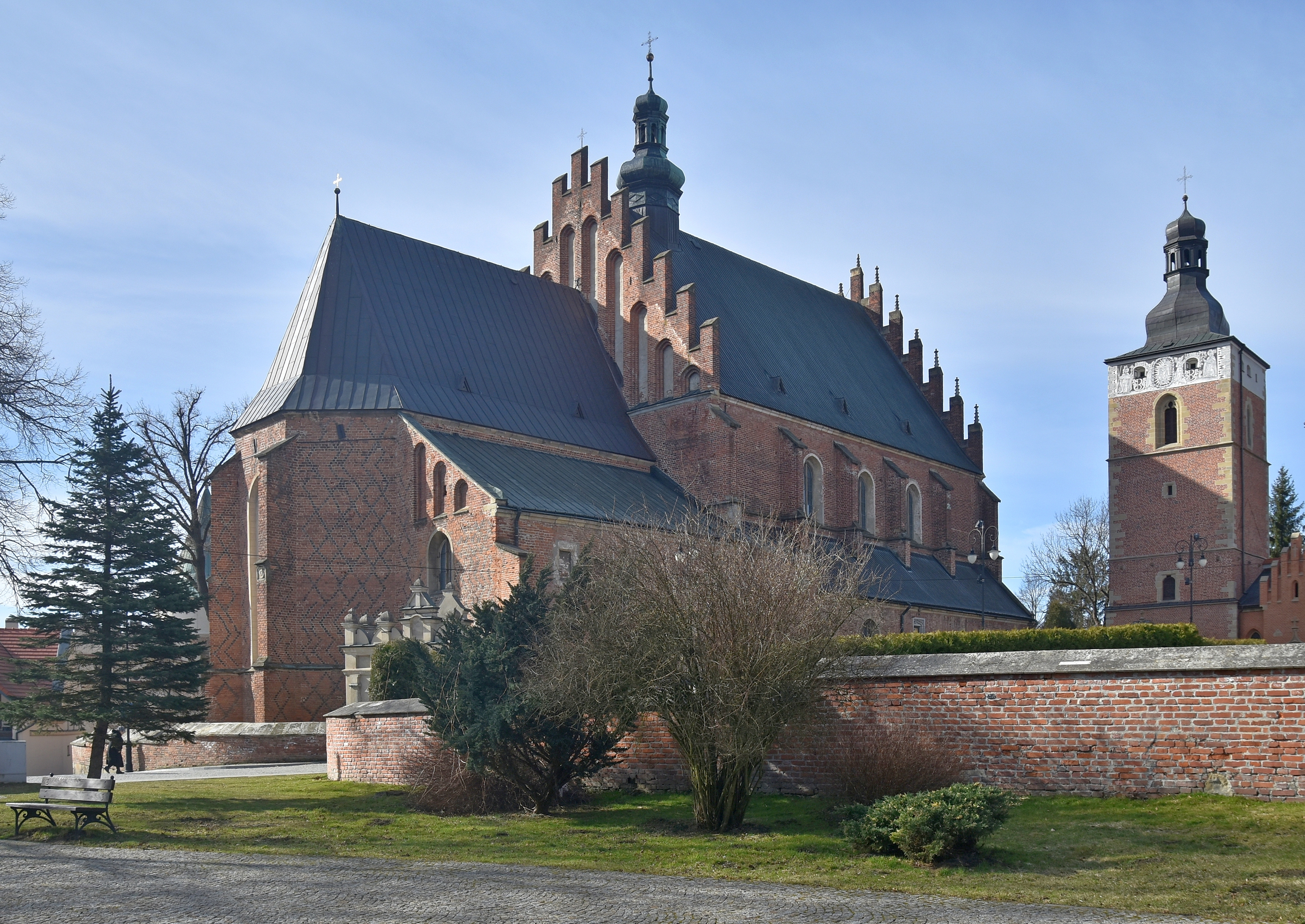
Kolegiata Bożego Ciała

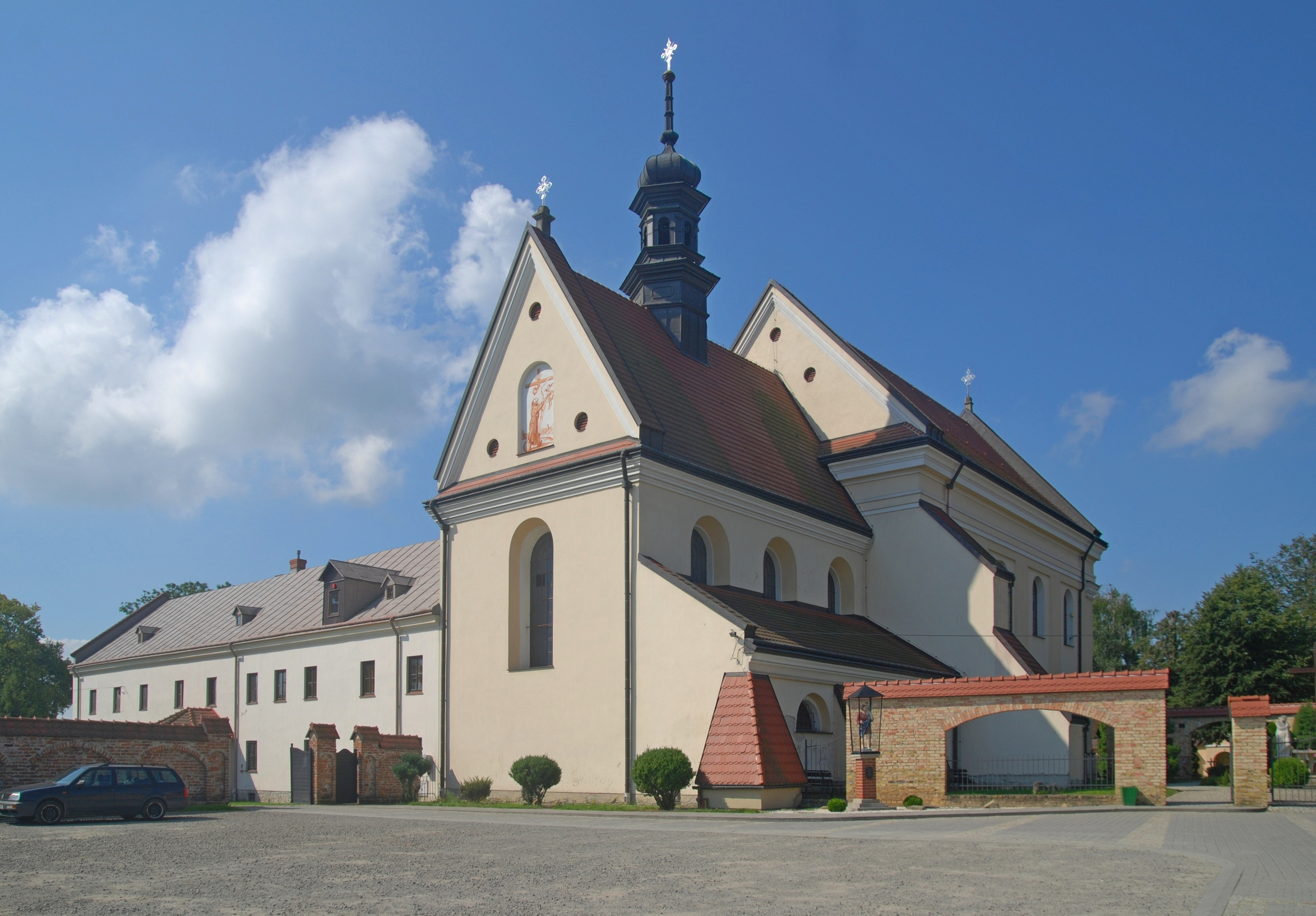
Kościół i klasztor oo. franciszkanów

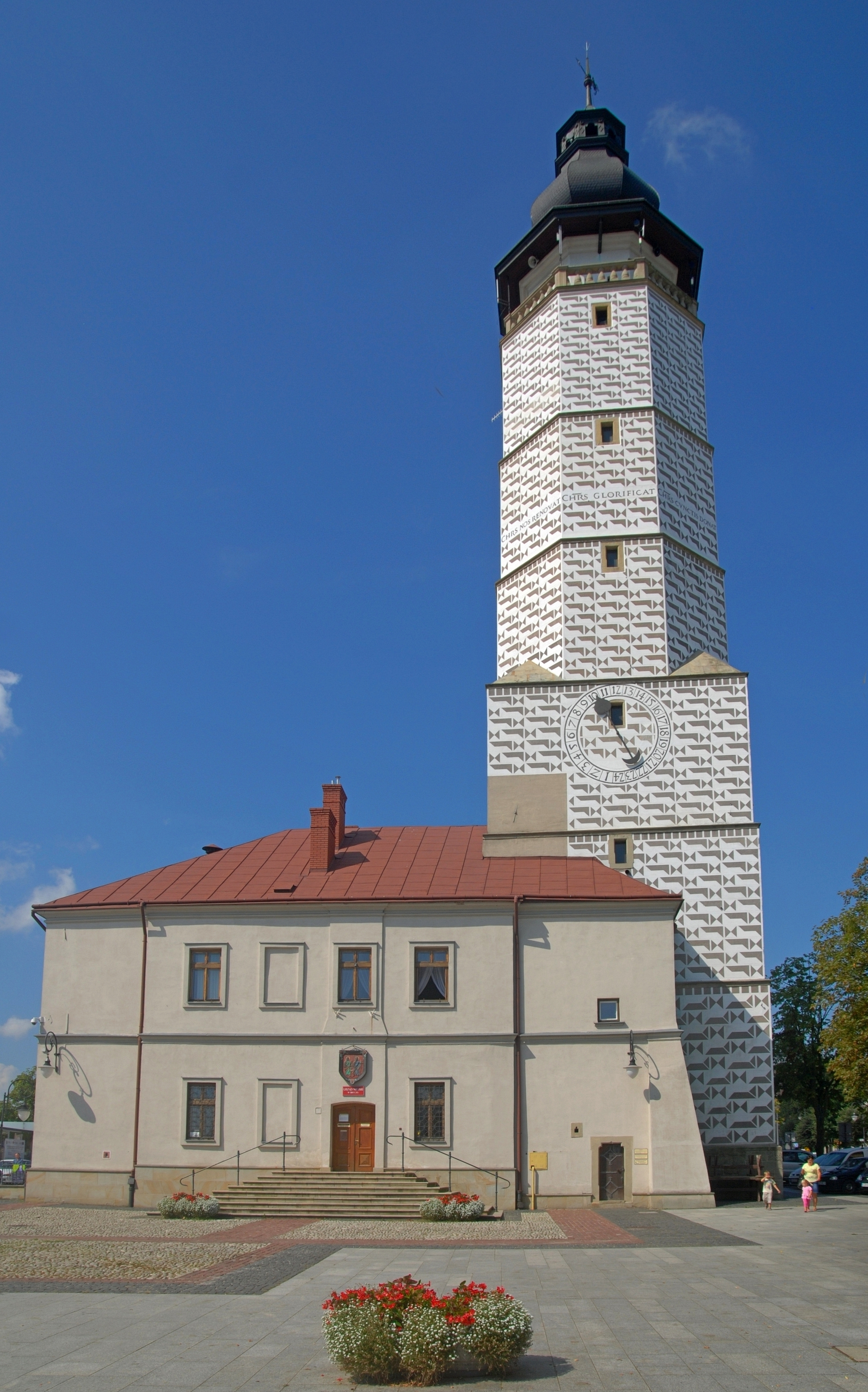
Biecki ratusz

### Obiekty zabytkowe Biecza
W XV i XVI w. powstawało wiele obiektów architektonicznych o charakterze publicznym oraz okazałych kamienic mieszczańskich. W mieście w czasach świetności było siedem kościołów.
Do obiektów zabytkowych Biecza wyróżnionych w rejestrze zabytków województwa małopolskiego należą:
- dzielnica staromiejska Biecza,
- kościół farny pw. Bożego Ciała, budowany w latach 1490–1510, wraz z dzwonnicą, kościół pw. św. Barbary z 1860, stara plebanią pełniącą niegdyś funkcję klasztoru norbertanek, oraz bramą,
- zespół klasztorny reformatów, składający się z kościoła św. Anny budowanego w latach 1645–1663, klasztoru i zabytkowego ogrodzenia,
- kaplice bieckie: kaplica św. Floriana z 1 poł. XIX w. oraz kapliczka słupowa na Harcie z 1812,
- synagoga z 1850,
- cmentarze wojenne z I wojny światowej: nr 105, 106, 108 i 109,
- ratusz z wieżą z 1450, przebudowywany w XVI w.,
- Dom Kromera z 1519, tzw. Kromerówka,
- Dom zbója Becza z XV w.,
- gród starościński z 1 poł. XVI,
- szpital Świętego Ducha z 1395, przebudowywany od 2009[67],
- dworek Nędzówka z XVIII w.,
- dom Barianów-Rokickich z 1523, wraz z przylegającą do niego Basztą Radziecką.

### Obiekty historyczne Biecza
W Bieczu znajduje się też wiele innych obiektów, które – mimo że nie widnieją na liście zabytków – pełnią funkcję historyczną bądź kulturową. Do tychże obiektów należą:
- zasypane fundamenty zamku na Górze Zamkowej zburzonego w 1475 r. ze względu na bezpieczeństwo miasta[46],
- kompleks murów obronnych, do którego należą fragmentaryczne odcinki murów miejskich, trzy baszty (Kowalska, Rzeźnicka i Radziecka) oraz położone niedaleko kościoła, odkryte w 1964 roku fundamenty barbakanu, jednego z trzech znanych w Polsce[68],
- pozostałe kapliczki: kapliczka św. Michała Archanioła pod klasztorem, kapliczka pw. Najświętszej Marii Panny z XVIII w., kapliczka znajdująca się nieopodal stacji kolejowej[39] oraz gotycka kapliczka zw. Szubienicą[69],
- szczątkowy kirkut przy ul. Tysiąclecia, na którym znajduje się kilkanaście macew, i mogiły zbiorowe z czasów wojny, zniszczony podczas II wojny światowej[70],
- kościół cmentarny pw. św. Piotra, leżący na południowy zachód od starego miasta. Pierwotny kościół istniał już w XIV w.; pierwsze wzmianki o nim pochodzą z 1484. Obecny kościół jest bezstylowy, pochodzi z pierwszej połowy XIX w. We wnętrzu ołtarz główny z obrazem Chrystusa dającego klucze św. Piotrowi, pędzla Jerzego Salomona[71].

### Pomniki
- Tablica Grunwaldzka umieszczona na Górze Zamkowej w 2010 z okazji sześćsetnej rocznicy bitwy pod Grunwaldem[72],
- Tablica poświęcona pamięci pomordowanym Żydom umieszczona na zewnętrznej ścianie synagogi bieckiej[73],
- Tablica poświęcona Adamowi Mickiewiczowi umieszczona na zachodniej ścianie wieży ratuszowej z okazji setnej rocznicy urodzin Mickiewicza[74],
- Tablica poświęcona papieżowi Janowi Pawłowi II umieszczona na zachodniej ścianie wieży ratuszowej w 1992[74],
- Pomnik biskupa Marcina Kromera znajdujący się w centrum placu im. Marcina Kromera, przedstawiający jego popiersie[75],
- Pomnik Stanisława Wyspiańskiego znajdujący się przed Liceum Ogólnokształcącym im. Stanisława Wyspiańskiego[76],
- Pomnik harcerski znajdujący się koło kościoła Bożego Ciała poświęcony pamięci bieckich harcerzy poległych podczas pierwszej i drugiej wojny światowej[77].

### Cmentarze

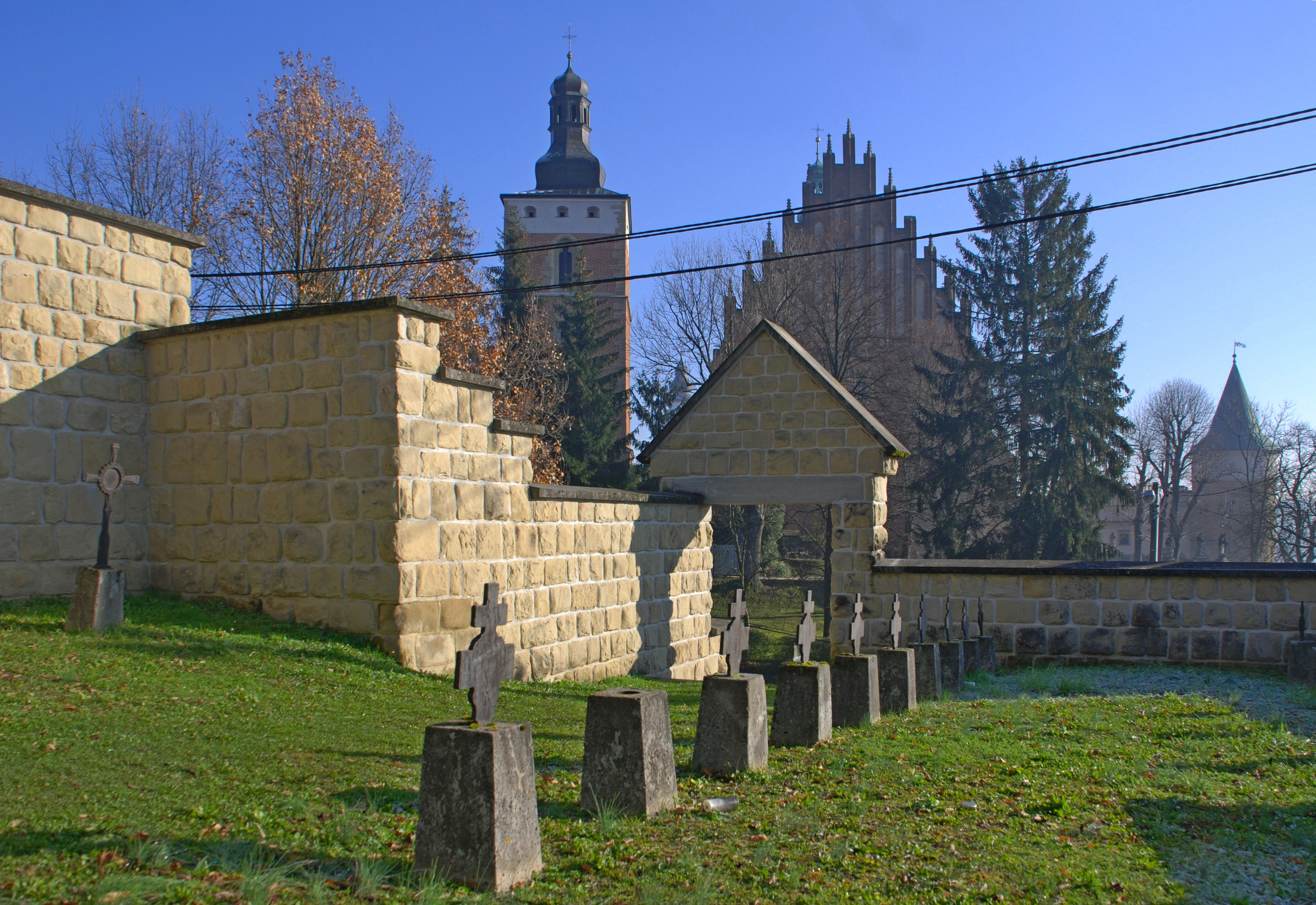
Cmentarz nr 106

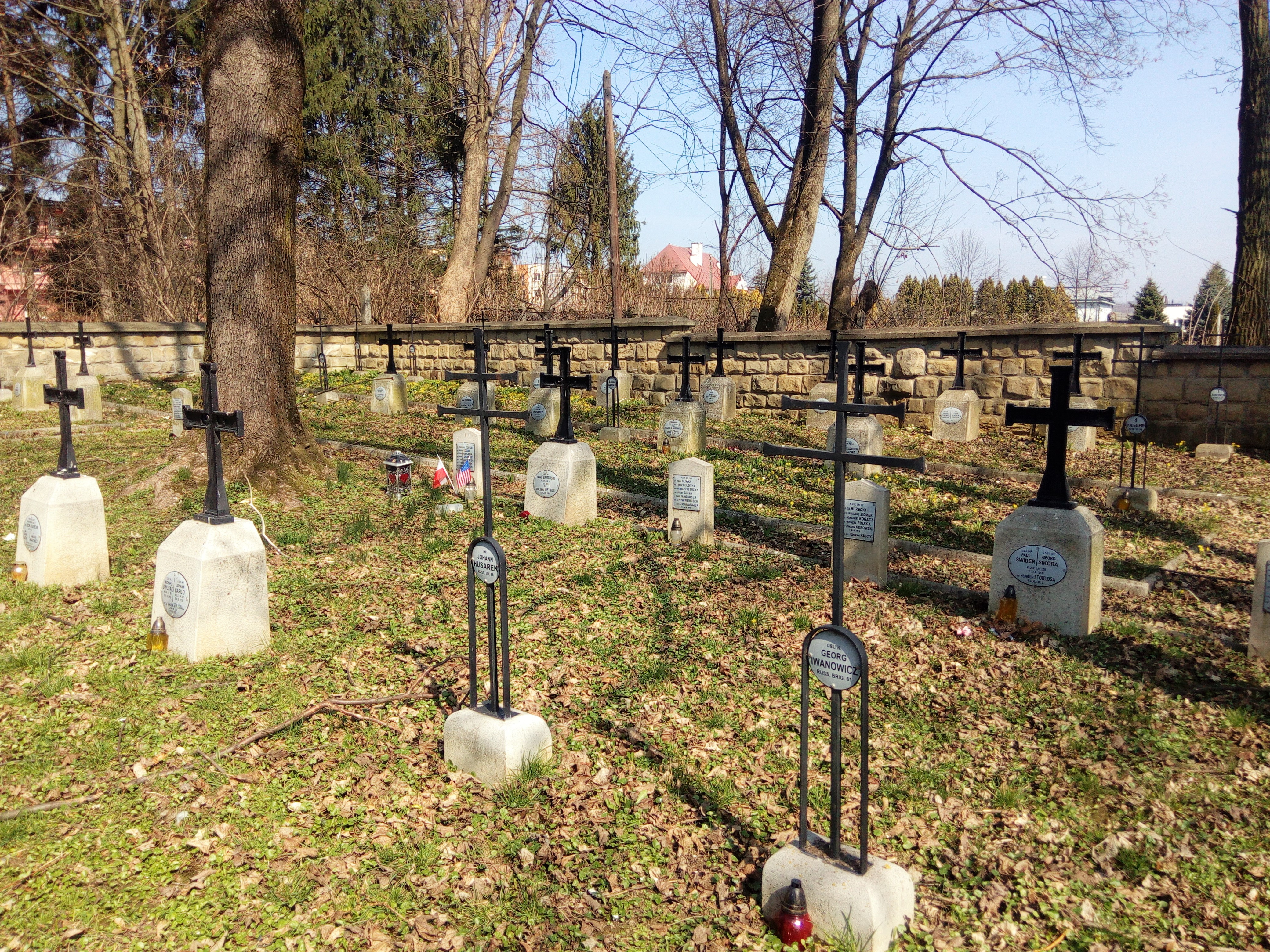
Cmentarz nr 109

W Bieczu istnieje 5 cmentarzy z okresu I wojny światowej:
- cmentarz nr 105 na Harcie, przy drodze na cmentarz komunalny[46][78],
- cmentarz nr 106 na ul. Bochniewicza, przy kościele parafialnym, niedawno remontowany[79],
- cmentarz nr 107 na przedłużeniu ul. Tysiąclecia, znajdował się przy kirkucie i składał się z trzech grobów. Został zniszczony w czasie II wojny światowej wraz z kirkutem[80],
- cmentarz nr 108 przy klasztorze oo. Franciszkanów[81],
- cmentarz nr 109 przy ul. Parkowej[82].

Wszystkie cmentarze w tych okolicach były projektu Hansa Mayra.
W Bieczu jest także cmentarz komunalny, który znajduje się za miastem, na Harcie. Chowani są tutaj parafianie z okolicznych kościołów.

## Gospodarka

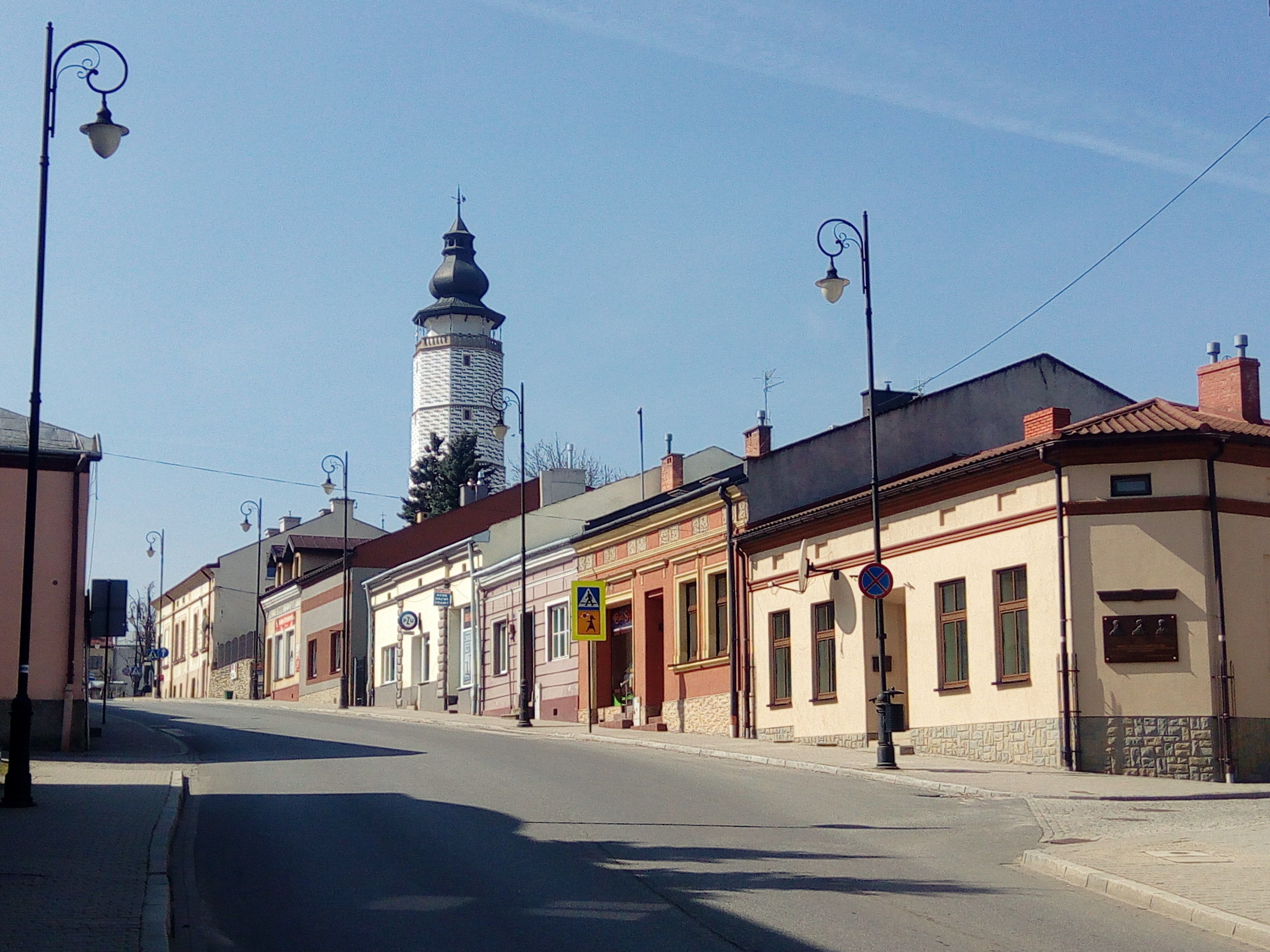
Ulica Grodzka

Biecz jest ośrodkiem turystycznym. W Bieczu jest jeden hotel (1-gwiazdkowy hotel Grodzka), schronisko młodzieżowe na ul. Parkowej oraz restauracje i bary. W Bieczu funkcjonowała upadła już wytwórnia pieczywa cukierniczego Kasztelanka, która specjalizowała się produkcji pierników. Miasto jest ośrodkiem drobnego przemysłu – znajduje się tutaj tartak, dwa zakłady galanterii drzewnej i zakłady przemysłu metalowego: Spółdzielnia Metalowo-Odlewnicza Ogniwo produkujący piece oraz Spółdzielczy Zakład Usługowo-Produkcyjno-Handlowy „KR” produkujący elementy ogrodzeń i kontenery na odpadki.
W mieście funkcjonuje Bank Spółdzielczy w Bieczu, mający swoje oddziały oraz filie w szesnastu okolicznych miastach i wsiach. W 2008 roku bank ten był piątym pod względem wielkości bankiem spółdzielczym w województwie małopolskim. W Bieczu działa też filia banku Pekao S.A.
W mieście funkcjonuje kilkadziesiąt sklepów. W 2006 roku otworzono centrum handlowe Pasaż Biecki, w którym mieści się także sklep dyskontowy.
W poniedziałki w godzinach rannych w Bieczu odbywają się targi. Targowisko mieści się na placu przy ulicy Tumidajskiego. Do Biecza zjeżdżają się wtedy handlarze i okoliczni rolnicy, czyniąc z tej części miasta bardzo ruchliwe miejsce.
W Bieczu znajdują się dwa niepubliczne ośrodki zdrowia i pięć aptek.

## Ochrona środowiska
W Bieczu działa mechaniczna oczyszczalnia ścieków, która według projektów jest w stanie oczyścić 515 m³ ścieków na dobę. Wszystkie odpady komunalne, o łącznej masie 1583 ton (z czego ponad 1173 tony pochodziły z gospodarstw domowych), zostały zgromadzone na wysypisku znajdującym się tuż za granicami miasta.
W Bieczu zużycie wody w 2010 wyniosło 57,4 dam³/rok. W roku tym eksploatacja sieci wodociągowej na gospodarstwa domowe wynosiła 35,1 dam³/rok.

## Kultura

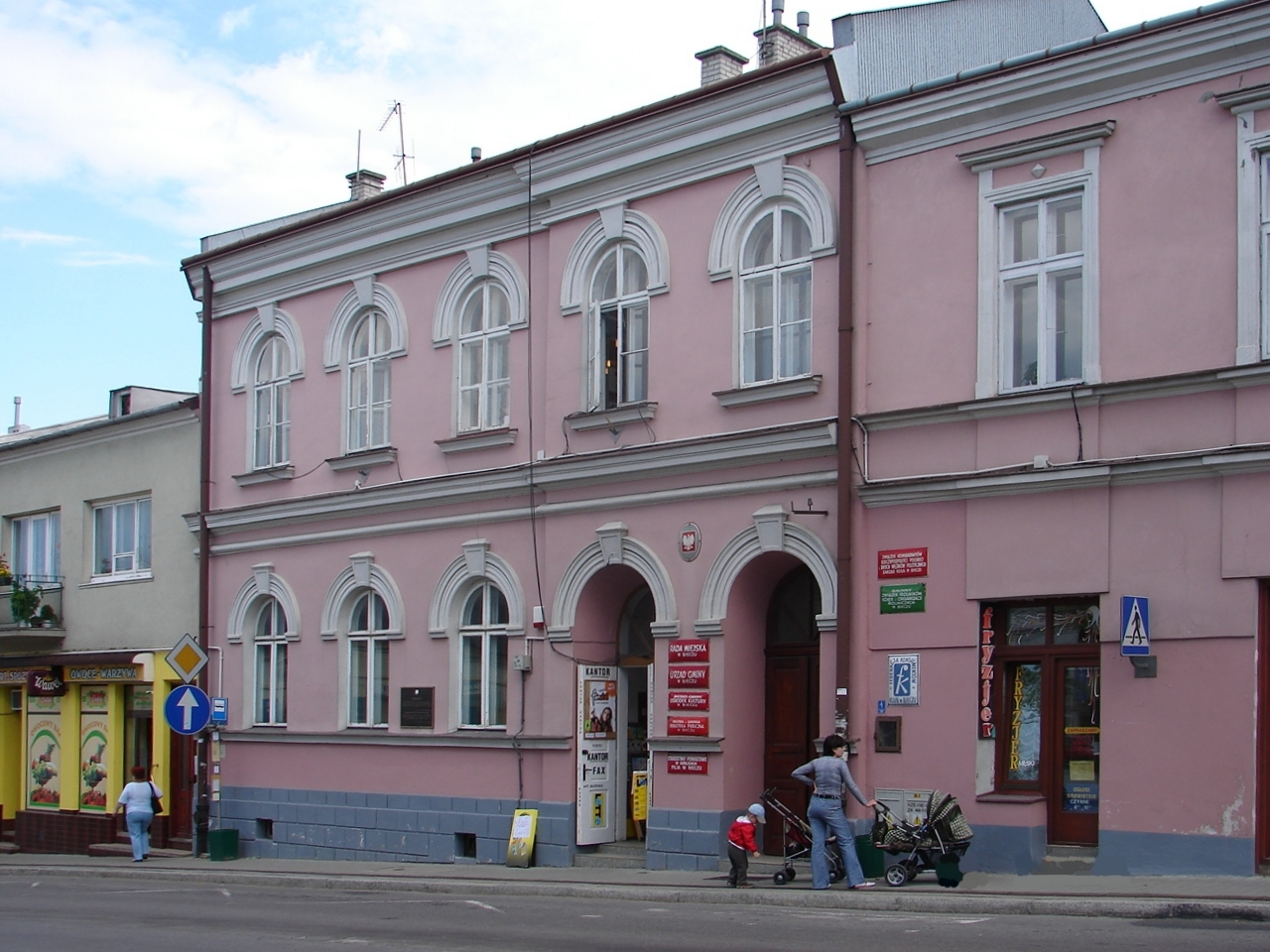
Biblioteka miejska

W mieście działa Miejska i Gminna Biblioteka Publiczna, powstała w 1949 r. Jej zbiory liczą 28 312 woluminów (dane z 2005). Biblioteka gromadzi książki dla dorosłych, młodzieży i dzieci, literaturę popularnonaukową, a także wydawnictwa informacyjne i regionalne. Biecka biblioteka rejestruje rocznie ponad 4 tys. czytelników.
Od 1980 roku w Bieczu działa Miejsko-Gminny Ośrodek Kultury, którego siedzibą jest budynek kina „Farys” przy ul. Kazimierza Wielkiego 13. Placówka prowadzi działalność kina oraz stałe zajęcia z zakresu tańca, muzyki, plastyki, rzeźby.
W mieście funkcjonują też różne organizacje pozarządowe i społeczne. Od 1999 działa Klub Inteligencji Twórczej, organizujący wernisaże w piwnicy Domu Zbója Becza, w Muzeum Ziemi Bieckiej oraz w piwnicach pod ratuszem. W Bieczu funkcjonuje Towarzystwo Kulturalne Biecza i Regionu im. bpa Marcina Kromera. Głównym celem jego działalności jest działalność kulturalno-oświatowa i ochrona zabytków. Funkcjonuje tu także Towarzystwo Przyjaciół Biecza i Ziemi Bieckiej, działające od 1993 jako kontynuator Towarzystwa Przyjaciół Biecza, mające na celu szerzenie wśród mieszkańców wiedzy historycznej i kulturalnej. W Bieczu działają też m.in.: Chór Mieszany Kolegiaty pw. Bożego Ciała, Klub Seniora, Koło Gospodyń Wiejskich, Ochotnicza Straż Pożarna i Automobilklub Biecki.
Biecz był motywem w kilku utworach literackich, tj. w wierszu Mirona Białoszewskiego „Średniowieczny gobelin o Bieczu” oraz w 3 wierszach Filipa Szreniawskiego.

### Muzeum Ziemi Bieckiej

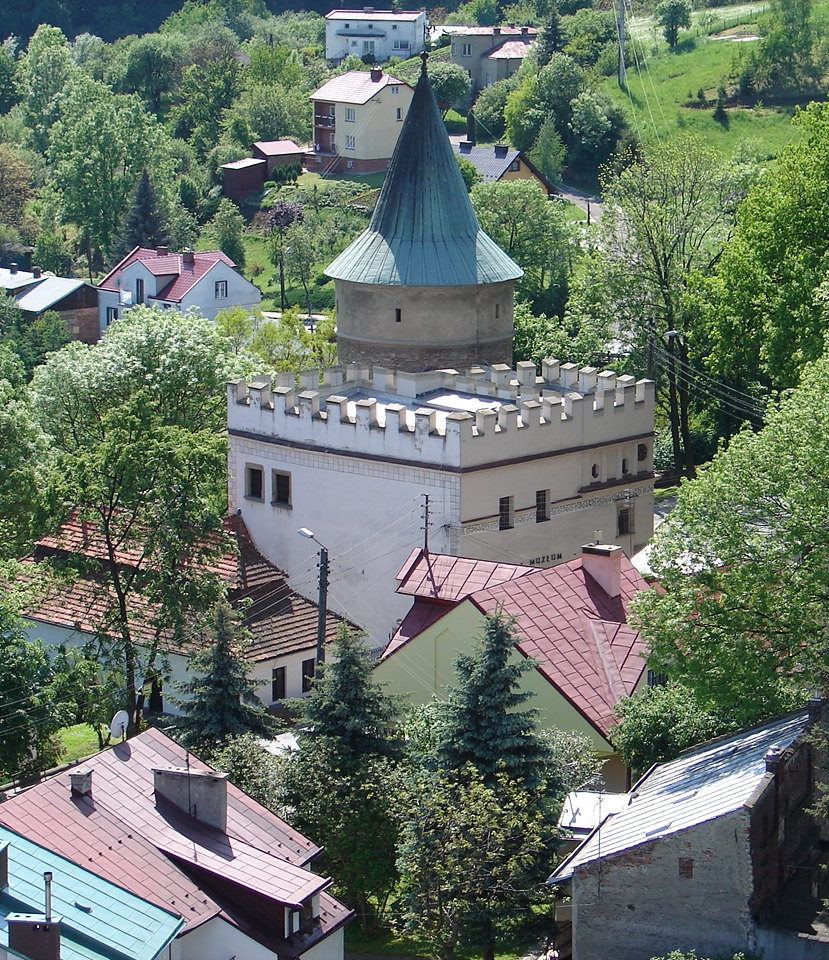
Dom z Basztą

Muzeum Ziemi Bieckiej powstało w 1953 r. w ramach działalności PTTK. Muzeum dzieli się na 3 oddziały:
- Oddział w Kromerówce – zbiory tego oddziału obejmują zabytki kultury materialnej, ludowej, sztuki i numizmatyki. Najstarszymi eksponatami są toporki i siekierki z okresu neolitu oraz ułamki naczyń[96]. W muzeum znajdują się także monety rzymskie i bizantyjskie, pochodzące z odkryć archeologicznych na Górze Zamkowej średniowieczna ceramika, groty strzał, łyżka i topór, a także naczynia gliniane i kafle. Kolejnymi ekspozycje przedstawiają stare narzędzia pracy oraz dokumenty cechowe, stare armaty, kule kamienne, a także wystawy obrazujące życie dawnych mieszczan.
- Oddział w Domu z Basztą – Na parterze baszty znajduje się zrekonstruowana sala aptekarska. Ekspozycja obrazującą dzieje aptekarstwa na Podkarpaciu, oprócz sali aptekarskie obejmuje też zaplecze i piwnice. Na wyższych kondygnacjach znajdują się ekspozycje pokazujące życie muzyczne w Bieczu i okolicach. W sali na piętrze znajdują się eksponaty związane z mieszczańską kulturą materialną. Dalej znajduje się sala przedstawiająca dawne rzemiosło artystyczne Biecza. W samej baszcie eksponowane są dzieje rzemiosła:
  - na parterze prezentowane są kowalstwo i ślusarstwo,
  - na wyższej kondygnacji znajdują się ekspozycje bednarskie, kołodziejskie, stolarskie i szewskie,
  - na kolejnym piętrze – krosna tkackie i inne narzędzia do obróbki lnu,
  - wyżej eksponowana jest ceramika i wyroby blacharskie,
  - na najwyższej kondygnacji eksponowane są dokumenty cechowe i malarstwo cechowe z XIX w.
- Oddział w Baszcie Kowalskiej – W najniższej części budynku mieści się dział ceramiki średniowiecznej, a w wyższych kondygnacjach obrazy pochodzące z daru Krajewskich.

### Zespoły muzyczne
Na terenie Biecza działają zespoły ludowe i taneczne:
- Dziecięcy Zespół Tańca Ludowego Podgrodzianie, działający przy Zespole Szkół nr 2 w Bieczu, opiekunem jest Małgorzata Kosacz,
- Zespół Pieśni i Tańca Pogórze Bieckie, opiekunem jest Beata Bochnia,
- kapela ludowa Sabasówka,
- Zespół Muzyki Chrześcijańskiej Pojednanie, którego opiekunem jest Ewa Kułach,
- Grupa Tańca „Mambo” przy Miejsko-Gminnym Ośrodku Kultury, którego trenerem jest Wojciech Ludwin.

Przy kościele Bożego Ciała działa także czterogłosowy chór mieszany kolegiaty pw. Bożego Ciała, którego dyrygentem jest Beata Bochnia. Chór koncertował wielokrotnie w kraju i za granicą oraz zdobył nagrodę Srebrnej Struny podczas XI Małopolskiego Konkursu Chórów w Niepołomicach. Chór wydał także w 2010 płytę pt. Korona świętej Jadwigi Królowej.

### Hejnał miasta
Hejnał biecki rozbrzmiewał zawsze o poranku, w południe oraz wieczorem, w czasie zamykania bram miasta. Wieża zaczęła jednak popadać powoli w ruinę. 8 maja 1569 roku o 10. rano wieża ratuszowa zawaliła się, a w ruinach zginął młody trębacz. Od 29 czerwca 2005 roku, codziennie w południe, z wieży ratuszowej ponownie rozlega się hejnał, odtworzony z przedwojennych zapisów na wniosek Towarzystwa Przyjaciół Biecza i Ziemi Bieckiej.

## Wspólnoty religijne

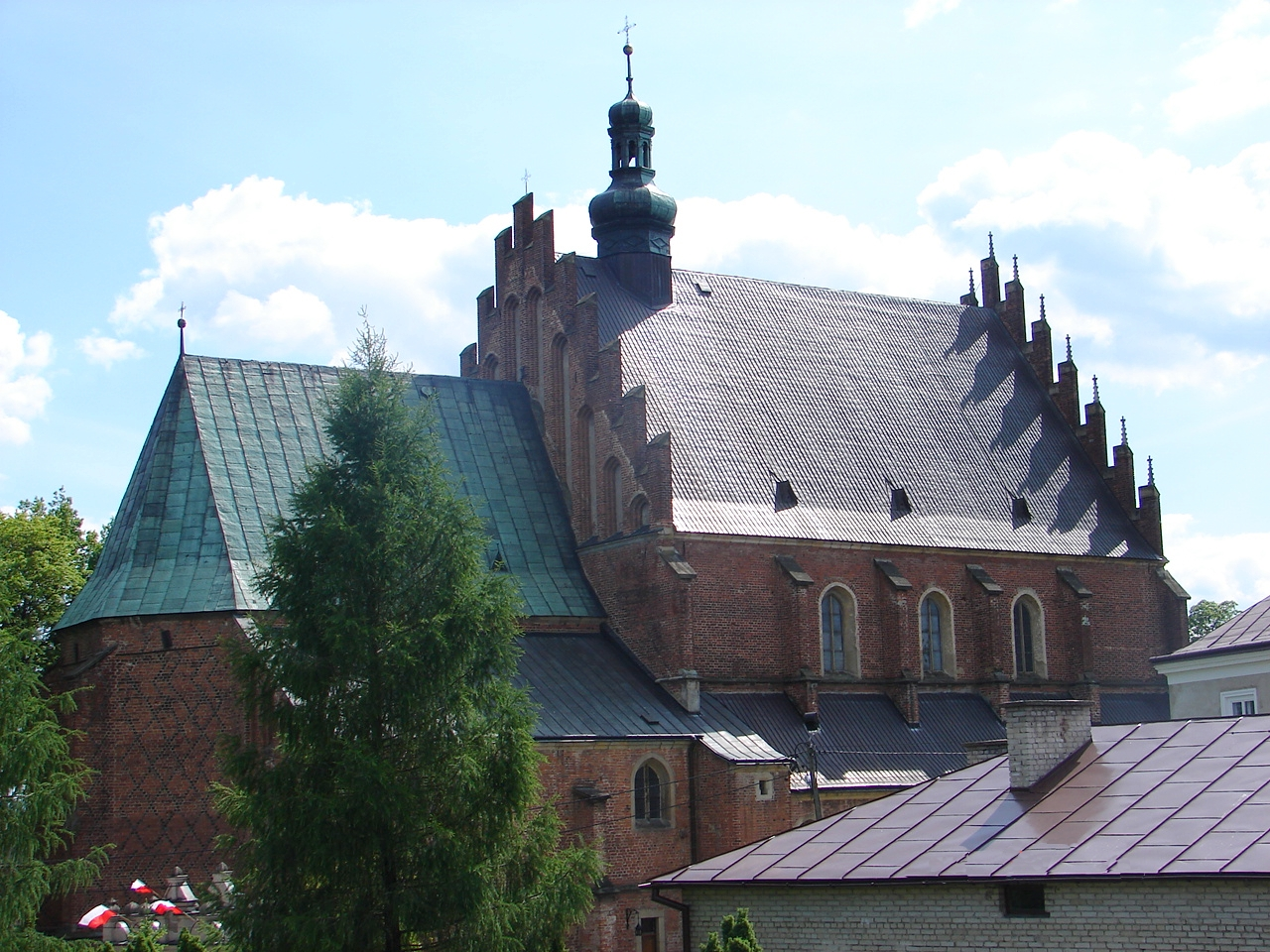
Kolegiata Bożego Ciała od strony murów

W Bieczu mieści się siedziba dekanatu bieckiego, grupującego dziesięć okolicznych parafii, w tym tutejsze parafie Bożego Ciała (siedziba dekanatu) oraz Świętej Anny. W mieście, na Harcie, znajduje się cmentarz parafialny. Placówkę swoją mają też w Bieczu Siostry Sercanki.
W kościele świętej Anny znajduje się także figura Matki Boskiej w stroju szlachcianki, zwanej przez mieszkańców „Matką Boską Biecką”.
Miejscowy zbór Świadków Jehowy korzysta z Sali Królestwa położonej w pobliskiej Korczynie.

## Media
Towarzystwo Przyjaciół Biecza i Ziemi Bieckiej od 1994 wydaje kwartalnik „Terra Biecensis” – pismo o charakterze informacyjno-historycznym, mające na celu edukację kulturalną i historyczną. Na łamach pisma umieszczane są także artykuły o bieżących wydarzeniach w mieście i okolicy. W latach 2007–2008 ukazywał się także tygodnik „Express Regionalny”, będący pierwszą gazetą o Bieczu o takiej częstotliwości wydawania. Od kwietnia 2012 zaczął być natomiast wydawany dwumiesięcznik „Panorama Biecza” służący jako biuletyn informacyjny dla mieszkańców, głównie poruszający tematy związane z funkcjonowaniem gminy. Dodatkowo o wydarzeniach w mieście można przeczytać w regionalnym wydaniu „Gazety Krakowskiej” „Gazeta Gorlicka”.
W Bieczu działa też telewizja kablowa w ramach spółki Sieci Multimedialne Intergeo, działająca do 2007 jako Podkarpacka Telewizja Kablowa. Od kwietnia 2008 roku w bieckiej kablówce dostępna jest też Regionalna Telewizja Gorlicka.

## Oświata

### Rys historyczny

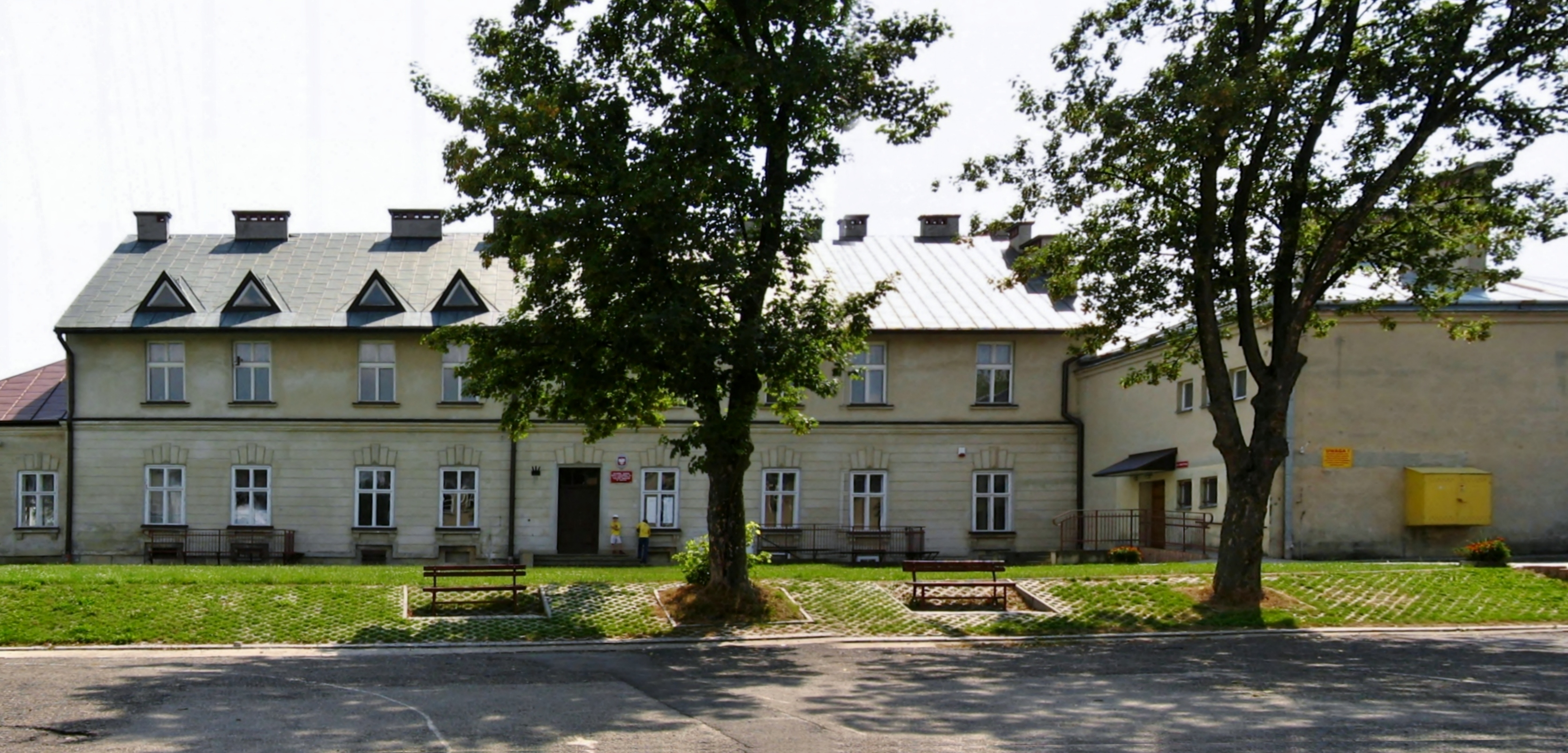
Budynek Zespołu Szkół nr 1, gród starościński

Wraz z rozwojem gospodarczym miasta w XV wieku rozwijała się kultura materialna i umysłowa. Elementem w środowisku miejskim była szkoła. To w niej biecka młodzież przechodziła pierwszy szczebel w swojej edukacji. Pierwsza informacja na temat szkoły w Bieczu pochodzi z Najdawniejszej księgi sadowej miasta Biecza obejmującej lata 1388–1398. Wzmiankuje ona pod 1398 jako plateam versus scolas, mogła więc funkcjonować już około połowy XIV wieku
Przez blisko dwa stulecia budynek szkoły był najprawdopodobniej drewniany, dopiero w 1528 rozpoczęła się budowa murowanego budynku. Nową szkołę budowano prawdopodobnie dwa lata, domniemując z wydatków, jakie przeznaczono przez ten czas na materiały i robociznę. Prace przy budynku szkoły rozpoczęto w niedługim czasie po ukończeniu prac przy głównej świątyni w mieście.
Budynek był dość obszerny. Posiadał pięć pomieszczeń, które służyły scholarom za sale lekcyjne i internat dla młodzieży spoza miasta. Ponadto znajdowały się tam jeszcze po dwa pomieszczenia dla kierownika, jego zastępcy oraz kantora. Z rachunków na budowę szkoły wiemy, iż zainteresowani jej budową byli nie tylko mieszczanie, ale i też okoliczni kmiecie. Kasper z pobliskiej wsi Ołpiny ofiarował 4 grzywny, Jakub z Szerzyn złożył poprzez ołtarzystę Marcina Samborczyka legat wysokości 10 grzywien; na szkołę łoży też ołtarzysta nowo powstałej fary, niejaki Marcin Baer. Czynsz ten wynosił 6,5 grzywny rocznie i był przekazywany przez Baczyńskiego ze wsi Olszyny nad Dunajcem, ponieważ to na tych dobrach był zapisany. Ponadto na budowę i utrzymanie szkoły łożyło ze swojego budżetu miasto oraz parafia. W 1546 w księgach rachunkowych miasta zapisano wydatki na drobne naprawy przy budynku oraz nową tablicę i pomoc dla uczniów.
Stanowisko kierownika zawsze prezentowało miasto przy formalnej nominacji z rąk proboszcza.

Statut fundacji organizacyjnej z 1553 r. wyraźnie zastrzega, że nieodpowiedniego kierownika mogą usunąć tylko wspólnie uzgodnieni rajcy i pleban. Także akt rady miasta z 1595 r. o prawie spadkowem i sprawach dotyczących ustroju miasta wyraźnie orzeka, iż zaopatrzenie szkoły, wybór dozoru kościelnego, pisarza miejskiego (notarius civilis) i kierownika szkoły (ludi magister) należy wyłącznie do rajców.

W XV w. i XVI w. na Akademii Krakowskiej studiowało ok. 150 bieczan. Większość, po ukończeniu studiów wracała do Biecza.
Wraz z upadkiem miasta upadło także i szkolnictwo. Po pierwszym rozbiorze władze austriackie zezwoliły na otwarcie szkoły trywialnej, placówki o najniższym stopniu organizacyjnym. Ożywienie gospodarcze pod koniec XIX wieku wpłynęło korzystnie na jego poprawę i odrodzenie się. W 1891 zbudowano nową szkołę za kościołem parafialnym (obecnie jest to Zespół Szkół nr 2). W 1912 zakończono też budowę szkoły żeńskiej. Do rozwoju szkolnictwa przyczyniło się także powstanie Czytelni Ludowej im. Tadeusza Kościuszki, która stała się ośrodkiem życia kulturalnego Biecza, skupiając w swoich szeregach wielu wybitnych działaczy i miłośników miasta. Po wojnach światowych przystąpiono do rozwoju szkolnictwa – powstało gimnazjum, liceum ogólnokształcące i zespół szkół zawodowych.

### Obecna sytuacja oświaty
W Bieczu znajdują się dwa zespoły szkół (szkoła podstawowa i gimnazjum): nr 1 im. Marcina Kromera oraz nr 2 im. Wacława Potockiego. Szkoły prowadzą łącznie 18 oddziałów i mają razem 40 pomieszczeń szkolnych (2010). Liczba uczniów tych placówek ciągle spada – w 1998 liczba uczniów wynosiła 888 i sukcesywnie zmniejszała się, aż do 313 dzieci w 2010. Współczynnik skolaryzacji na etapie szkoły podstawowej wynosi 138,05%, a na etapie gimnazjów 178,79%. Wartość współczynnik powyżej 100% wskazuje, że w miejskich placówkach oświatowych uczą się także dzieci z okolicznych wsi (dla całej gminy współczynnik ten wynosi odpowiednio 92,83% dla szkół podstawowych i 91,40% dla gimnazjów). W szkołach tych znajdują się 5 pracowni komputerowych z 70 komputerami, w tym 53 są dostępne dla uczniów i mają dostęp do sieci Internet.
W mieście znajdują się dwie szkoły ponadgimnazjalne: Liceum Ogólnokształcące im. Stanisława Wyspiańskiego oraz Zespół Szkół Zawodowych im. Królowej Jadwigi, w którym mieści się technikum oraz zasadnicza szkoła zawodowa. Liceum ogólnokształcące ma 346 uczniów w 12 oddziałach (148 mężczyzn i 198 kobiet), z czego liczba absolwentów wynosi 147 uczniów (42,5% ogółu uczniów). Placówka ta ma 18 pomieszczeń szkolnych, z czego 13 to sale lekcyjne. Zasadnicza szkoła zawodowa ma 88 uczniów w 3 oddziałach (74 mężczyzn i 14 kobiet), natomiast technikum ma 288 uczniów w 12 oddziałach (132 mężczyzn i 156 kobiet), z czego liczba absolwentów wynosi 74 uczniów (25,7% ogółu uczniów). Cała placówka ma 22 pomieszczeń szkolnych.
W Bieczu funkcjonuje także pięciooddziałowe przedszkole publiczne, które w 2010 miało 120 wychowanków.

## Sport i rekreacja

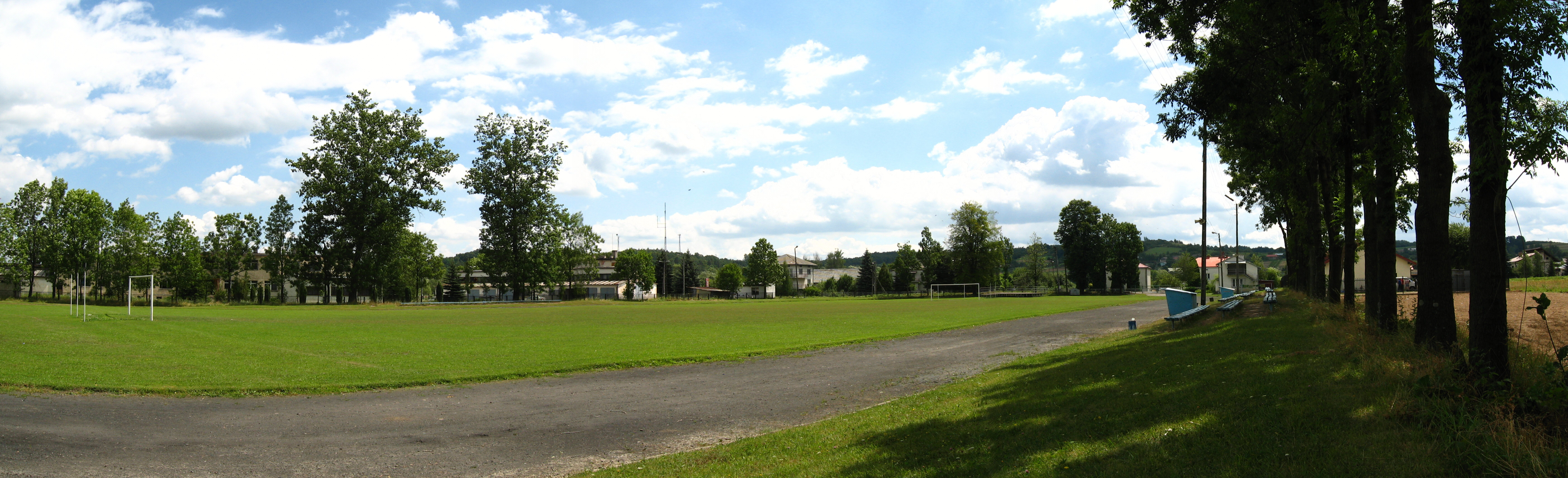
Stadion KS Podhalanin Biecz

W Bieczu funkcjonuje Klub Sportowy „Podhalanin Biecz” założony w r. 1949 względnie 1953. Drużyna piłkarska wchodząca w skład klubu gra w biało-niebieskich barwach, w sezonie 2016/2017, w małopolskiej lidze okręgowej Klasie A (Nowy Sącz – Gorlice). Klub posiada boisko o wymiarach 100 × 59 m, z trybunami o pojemności 450 miejsc. Dla mieszkańców ogólnodostępne jest jeszcze boisko koło głównego stadionu przy ulicy Załawie. Biecz posiada też halę sportową mieszczącą się przy budynku Zespołu Szkół Zawodowych, otwartą w 2010. Ponadto powyżej ulicy Słonecznej znajdują się ogródki działkowe „Zgoda” mieszkańców osiedla Parkowa, a wyżej sad o powierzchni ponad pięciokrotnie większej od starego miasta.
Przez Biecz przebiega także Karpacki Szlak Rowerowy, a dokładniej dwa jego odgałęzienia:
- Rowerowy Szlak Winny, prowadzący starymi traktami kupieckimi, którymi wieziono różne gatunki wina z Węgier do Polski,
- Rowerowy Szlak Historycznym Traktem Królewskim, nawiązującym do historycznych miejsc pobytu i przejazdu królów[126].

W 2009 przez Biecz biegła trasa Biegu Naftowego na dystansie półmaratonu, odbywającego się w latach 2008–2010 w drugi weekend maja. Na bieckim rynku miał miejsce start honorowy tej imprezy.
W 2009 Biecz odwiedził także po raz pierwszy wyścig kolarski Tour de Pologne. W 5. etapie 66. edycji TdP, ze Strzyżowa do Krynicy-Zdroju, w Bieczu była zlokalizowana lotna premia (jedna z 13 w tej edycji).

## Polityka

### Samorząd
Biecz jest siedzibą gminy miejsko-wiejskiej. Zgodnie z ustawą o samorządach z 1990 roku, gmina posiada Burmistrza Miasta i Gminy – organ władzy wykonawczej i Radę Miejską – organ władzy stanowiącej i kontrolnej. Rada Miejska w Bieczu jest organem stanowiącym i kontrolnym gminy. W jej skład wchodzi 15 radnych, obradujących na sesjach zwoływanych przez jej przewodniczącego.

#### Poglądy polityczne mieszkańców
W wyborach prezydenckich z 2005 i 2010 najwięcej głosów zdobyli przedstawiciele partii Prawo i Sprawiedliwość (2005: Lech Kaczyński, 75.97%, 2010: Jarosław Kaczyński, 69.77%), którzy wygrali z kandydatami Platformy Obywatelskiej (2005: Donald Tusk, 24.03%, 2010: Bronisław Komorowski, 30.23%). Także w wyborach do Sejmu z 2007 i z 2011 najwięcej głosów zdobyło Prawo i Sprawiedliwość (2007: 51.70%, 2011: 50,64%). W referendum w sprawie wejścia Polski do Unii Europejskiej, przy poparciu na skalę kraju wynoszącym 77% w Bieczu oddano 64% głosów na tak.

## Transport

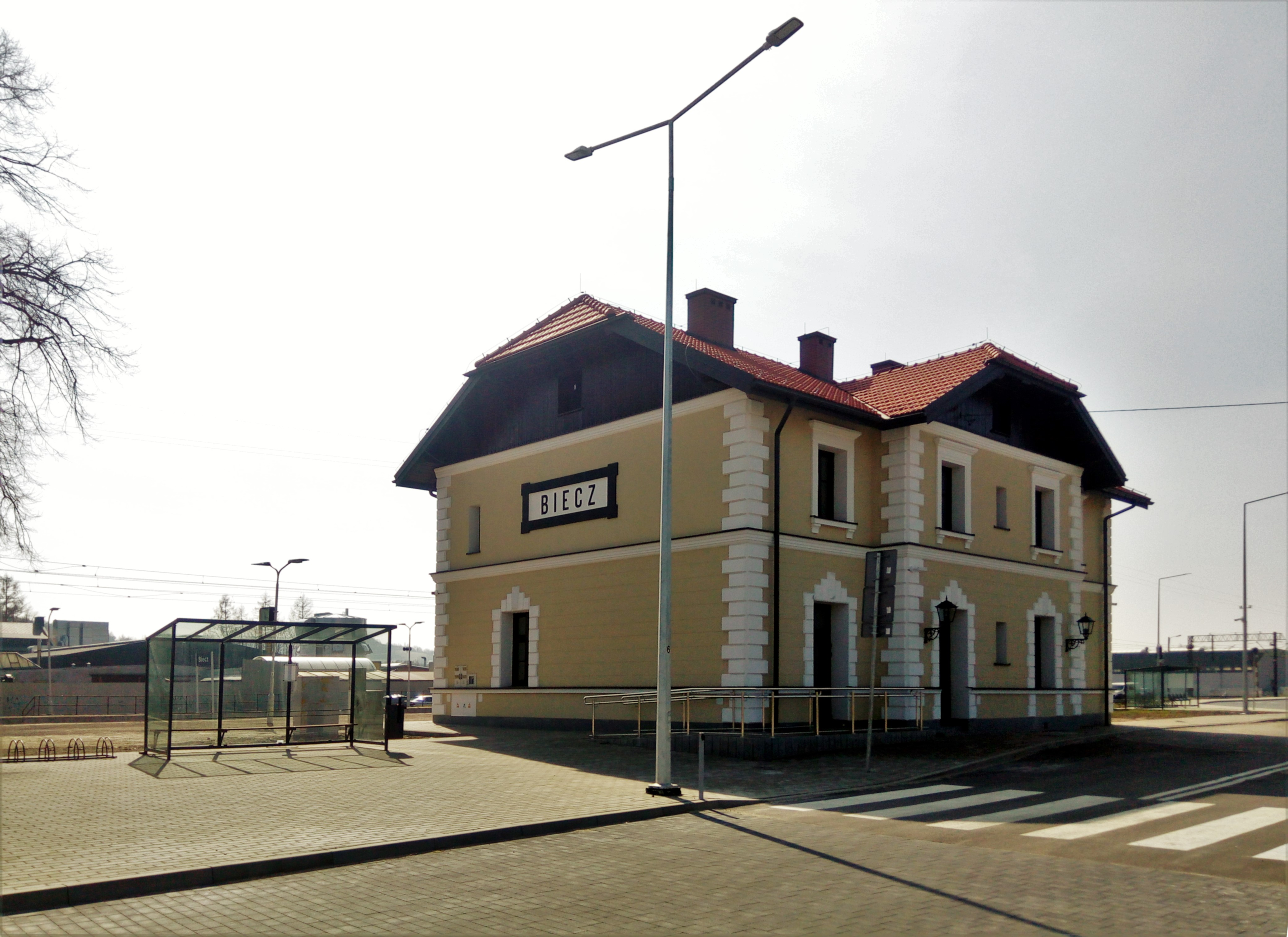
Stacja kolejowa w Bieczu

Przez miasto przebiega droga krajowa nr 28 Zator – Medyka. W Bieczu jest to obwodnica częściowo przechodząca przez obszar miasta. Pomysł na jej wybudowanie powstał we wrześniu 2005, a 1 lutego 2007 został rozstrzygnięty przetarg na budowę. Prace trwały od 17 maja 2007 do 17 października 2008. Jest to droga jednojezdniowa, główna przyspieszona, o długości 5 km, której budowa pochłonęła prawie 100 milionów zł. Od Biecza odchodzi także droga wojewódzka nr 980 do Jurkowa prowadząca przez ulicę Binarowską.
Miasto posiada bezpośrednie połączenie autobusowe z Binarową, Bugajem, Dębicą, Gorlicami, Harklową, Jasłem, Krakowem, Lipinkami, Mielcem, Nowym Sączem, Olszynami, Pustą Wolą, Radomiem, Rożnowicami, Rzepiennikiem Biskupim i Strzyżewskim, Sitnicą, Tarnowem i Warszawą. Przez Biecz przechodzi także linia nr 1 (Gorlice – Biecz) autobusów MZK Gorlice. W Bieczu znajdują się 3 przystanki autobusowe: pod Górą Zamkową, w Rynku oraz przy ulicy Kazimierza Wielkiego.
Przez Biecz biegnie także linia kolejowa nr 108 Stróże – Krościenko. Stacja kolejowa w Bieczu znajduje się przy ul. Kolejowej w południowo-wschodniej części miasta. Szlak Biecz – Jasło w grudniu 2006 został wyłączony z ruchu pasażerskiego, a odcinek Stróże – Biecz był obsługiwany przez zastępczą komunikację autobusową. Ta jednak została zawieszona 11 grudnia 2011, przez co Biecz utracił osobowe połączenie kolejowe. W maju 2016 Biecz posiadał regularne, bezpośrednie połączenia kolejowe z Gorlicami, Jasłem i Rzeszowem (połączenia regio spółki Przewozy Regionalne) oraz z Gdynią, Gdańskiem, Warszawą, Częstochową, Krakowem i Zagórzem (połączenia TLK spółki PKP Intercity).
Najbliższe lotnisko to port lotniczy Rzeszów-Jasionka, oddalony od Biecza o ok. 70 km.

## Legendy bieckie

### Legenda o szkole katów

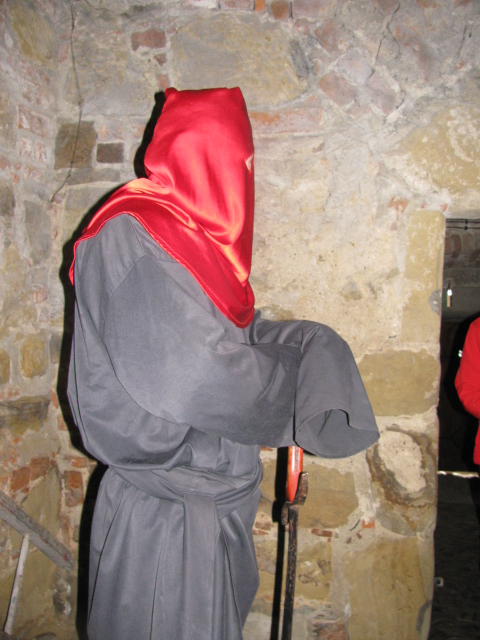
Dzisiejszy „biecki kat” – atrakcja turystyczna

Jedną z najbardziej znanych elementów tożsamości Biecza to szkoła katów.
Według tej legendy, w Bieczu funkcjonowała Akademia Katowska, która kształciła katów świadczących usługi w całej ówczesnej Polsce w zakresie tortur i anatomii oraz przebiegu rytuału egzekucji. Wyjątkowa lokalizacja na mapie Polski miała związek z hordami beskidników, którzy grasowali na ważnym szlaku węgierskim, a sama siedziba szkoły miała mieścić się w Baszcie Radzieckiej, zwanej też Katowską. Schwytanych skazańców przetrzymywano natomiast w turmie pod wieżą ratuszową.

W okolicznych górach ukrywało się tylu opryszków, że w 1614 roku stracono ich 120. To zrodziło potrzebę powoływania ludzi do wykonywania wyroków i stąd Biecz stał się głośny na całą Polskę swoją szkołą katów.

Szkoła katów została tak naprawdę wymyślona przez XIX wiecznego dziennikarza, legenda ta szybko się rozprzestrzeniła. Szkoła katów byłaby możliwa, gdyż dawniej w Bieczu zlokalizowane były sądy i miasto miało prawo miecza. Miasto miało swojego kata, który był wypożyczany do innych miast. Kat wykonywał wyroki, ścinając głowę i wieszając ją ku przestrodze na bramie miasta. Kat także torturował przestępców, np. drąc trzy lub cztery pasy skóry. Skoro Biecz wypożyczał kata sąsiednim miastom, to mogła funkcjonować szkoła katów.
Kat był rzemieślnikiem i otaczał się pomocnikami i czeladnikami, źródła wskazują na istnienie jedynego w Polsce cechu katów, i to już w XIV wieku. Biecka księga sądowa z lat 1388–1398 wymienia z nazwiska i imienia 15 katów (carnifex), w większości w brzmieniu niemieckim. Najprawdopodobniej nie istniała jednak w Bieczu żadna szkoła katów, ponieważ w średniowieczu w ogóle nie było szkół rzemieślniczych, natomiast mogli być popularni czeladnicy bieckich katów, np. z racji poziomu opanowania rzemiosła.
Pozostałościami po kacie jest turma w podziemiach ratusza oraz miecz katowski w muzeum w Kromerówce. Funkcjonuje też trasa turystyczna prowadząca przez najważniejsze lokalizacje związane z legendą.

### Cud w szpitalu św. Ducha

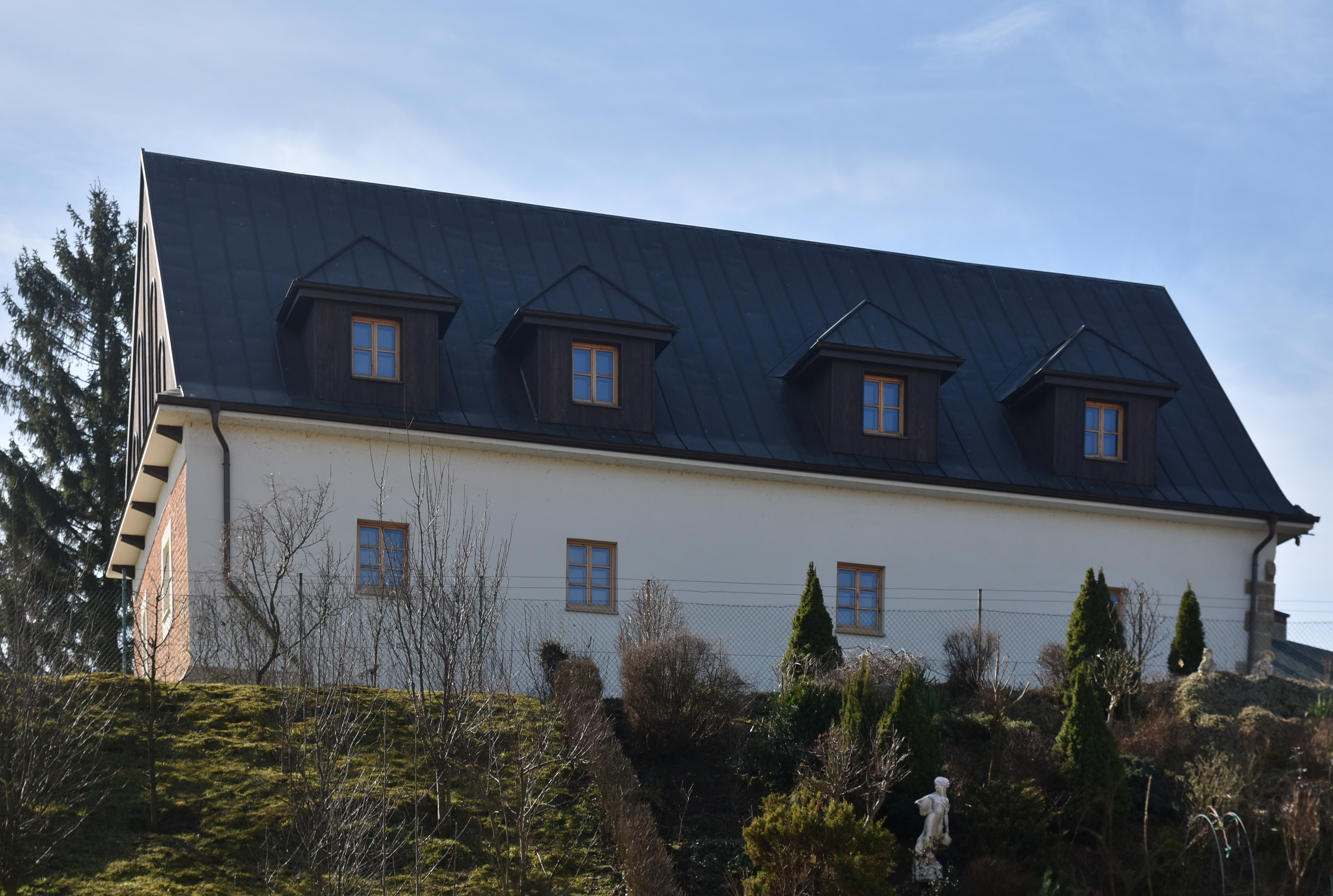
Szpital św. Ducha w Bieczu (2019)

Legenda ta wiąże się ze szpitalem św. Ducha i św. Jadwigą. W czasie obchodu szpitala św. Jadwiga zauważyła na końcu sali chorego, nieopatrzonego człowieka. Obok niego na ścianie wisiał krzyż. Widząc, że nikt mu nie pomaga, królowa zdecydowała się sama mu pomóc. Gdy go opatrzyła i nasmarowała maściami, wszystkim powiedziała, że zrobiła to w imię miłosierdzia Bożego. Gdy to powiedziała, chory nagle ozdrowiał, a w całym szpitalu czuć było piękny zapach. Widząc to królowa zapytała ozdrowiałego kim jest. Człowiek ten tylko się uśmiechnął i nagle znikł. Św. Jadwiga uznała, że był to sam Jezus Chrystus. Łóżko na którym leżał chory, przechowywano przez wieki jako cenną relikwię i było obdarzone wielką czcią. Niestety zostało ono skradzione podczas I wojny światowej.

### Legenda o Beczu

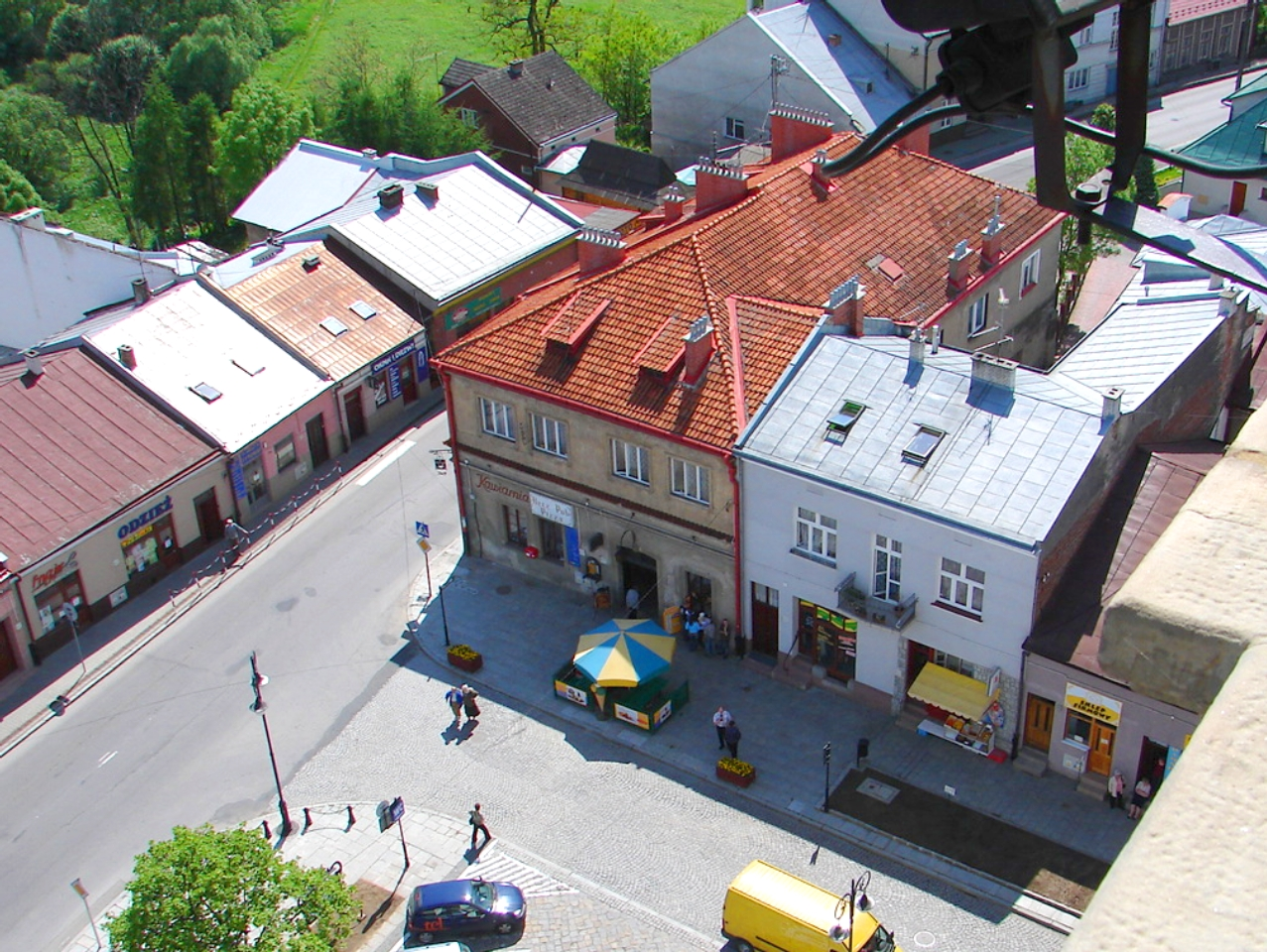
Dom zbója Becza

Legenda ta mówi o rycerzu zwanym Beczem, który brał udział w wyprawach krzyżowych. Mimo że nie był biedny, często napadał na bogate karawany, zabierając naczynia, biżuterię oraz złote i srebrne monety. Lubił także uwalniać niewolników przewożonych karawanami. Raz zdarzyło się, że uwolnił małą sierotę o imieniu Bietka, którą zdecydował się zaopiekować. Był jednak groźnym zbójcą i bojąc się o jej wychowanie, oddał ją na dwór książęcy. Prosił jednak Bietkę, aby o nim nie zapomniała.
Kupcy skarżyli się królowi, że są często napadani, a najczęściej przez Becza. Król nakazał więc go złapać. Pojmania dokonali wojowie Księcia w czasie modlitwy Becza, który wtedy nie mając zbroi i miecza był bezbronny. Książę skazał go na karę śmierci przez ścięcie na rynku, przed całą ludnością. Gdy kat szykował się do wyroku, w tłumie widzów powstało zamieszanie. Z pośpiechem przeciskała się do przodu piękna młoda dziewczyna z białą chustą, którą okazała się być Bietka. Wbiegając na podwyższenie, na którym na śmierć oczekiwał Becz, zarzuciła chustę i krzycząc „mój ci on” Becz stał się wolny. Becz w ramach skruchy wszystkie swoje dobra rodowe i łupy przeznaczył na wybudowanie miasta. Książę zapytał, gdzie to miasto chciałby wznieść. Becz chciał, aby miasto powstało na wzgórzu, nad rzeką Ropą, bowiem jest to miejsce gdzie Bietce zwrócił wolność. Książę wydał akt lokacyjny miasta, które od jego imienia nazwano Biecz.

### Legenda o śpiącym wojsku

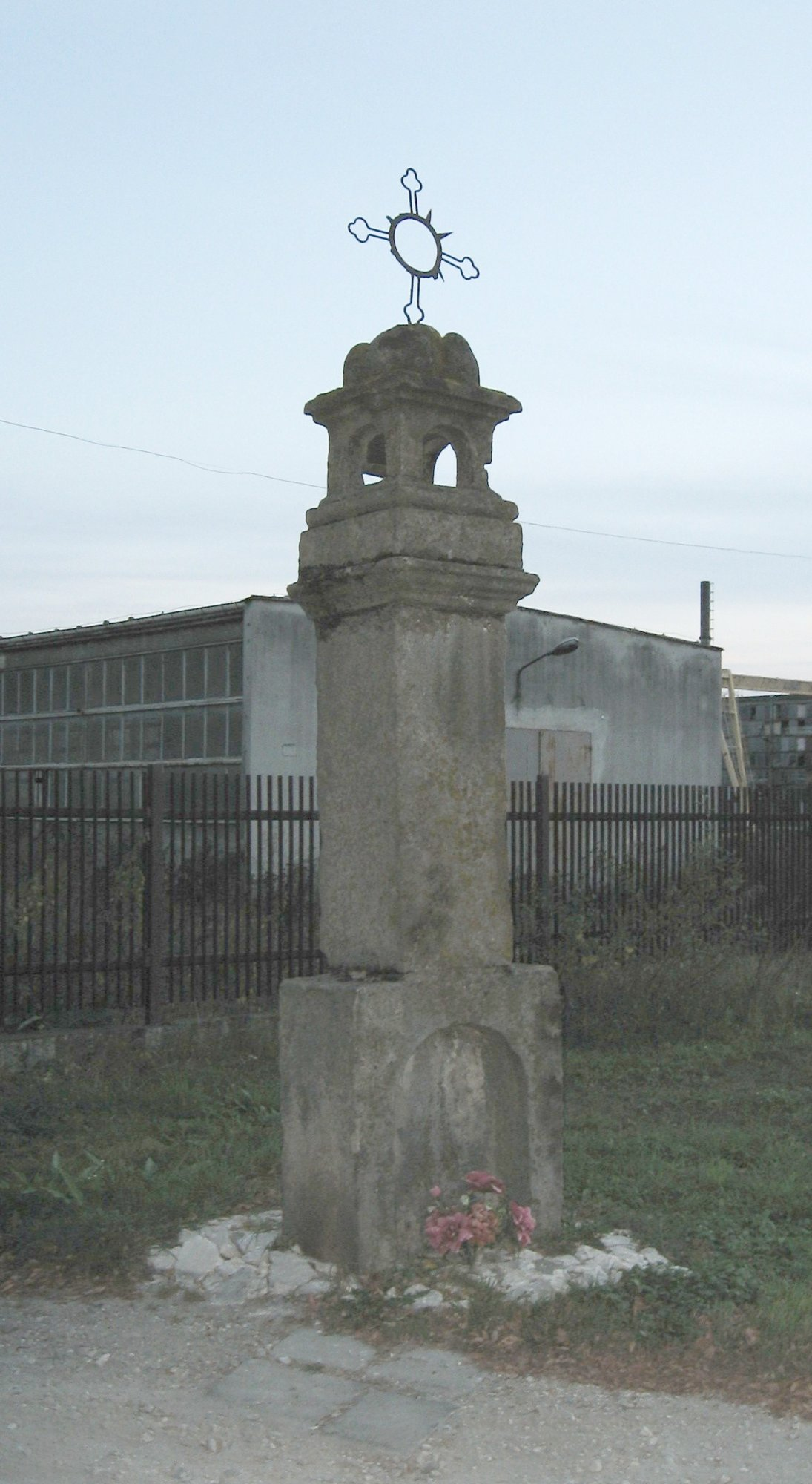
Stara kapliczka związana z legendą o skamieniałym chlebie

Na górze zamkowej ponad 1000 lat temu był gród obronny, który popadł w ruinę w wyniku walk. Na miejsce grodu zbudowano zamek, którym zarządzał burgrabia. Zamku strzegła załoga rycerska. Gdy do Biecza przyjeżdżali królowie, wraz z dworem zamieszkiwali w tym zamku. W XV w. zamek zburzono. Według legendy rycerze w zbrojach z końmi zeszli w podziemia zamku, gdzie czekają aż zostaną wezwani do obrony Biecza. Od czasu do czasu czuwający nad wojami rycerz dokonuje przeglądu zbroi i koni. Przy jakiejś wadzie wysyłany jest posłaniec szukający uczciwego kowala, którego sprowadza do podziemi. Kowal kuje konie i naprawia uszkodzenia. Po wykonaniu pracy dostaje nic nie znaczące rzeczy, które na powierzchni stawały się cenne. Tak opowiadano jeszcze niedawno i wskazywano nawet miejsce, gdzie ziemia się rozsuwa i widać wejście do podziemi.

### Legenda o buciku św. Jadwigi
Ta legenda wiąże się z kościołem św. Ducha, który już nie istnieje. Według niej, królowa w czasie jednego z pobytów w Bieczu udała się do miasta, by obserwować prace przy budowie kościoła. Ku jej radości prace były już niemal skończone. Ozdabiano portale i inne detale. Królowa zauważyła smutnego kamieniarczyka. Podeszła do niego i zapytała o powód tego smutku. Kamieniarczyk opowiedział o problemach w jego rodzinie wynikających z biedy. Litościwa Królowa chciała go czymś obdarować, lecz nic nie miała. Zdjęła więc swój bucik, odczepiła złotą klamrę i podarowała mu ją. Ściągając bucik oparła nogę na kamieniu obrabianym przez kamieniarczyka. On zaś wykuł odbicie stopy królowej w tym kamieniu i umieścił go w portalu, by każdemu wchodzącemu do kościoła przypomnieć o miłosiernej królowej.

### Legenda o skamieniałym chlebie
Legenda ta powiązana jest ze starą kapliczką, znajdującą się niedaleko stacji kolejowej w Bieczu.
Pewnego dnia gospodyni jednego z domów znajdujących się poza murami miasta upiekła chleb. Po jego upieczeniu położyła go na parapecie swojego okna, aby ostygł. Po niedługim czasie, zwabiony zapachem świeżo wypieczonego chleba biedak, podszedł do okna. Poprosił o kawałek chleba, gdyż tułał się już kilka dni, nie mając jedzenia w ustach. Gospodyni była jednak skąpa i nie podzieliła się z nim. On, zawiedziony, odszedł bez słowa. Po kilku godzinach gospodyni wróciła po chleb. Zastała jednak tylko jego skamieniałe resztki.

## Ludzie związani z Bieczem
Właściciele Biecza:

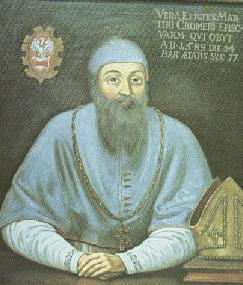
Marcin Kromer

- Wacław II Czeski – pierwszy właściciel Biecza[49], król czeski od 1297, władca ziemi kłodzkiej od 1290,
- Jan Muskata – właściciel Biecza, zamienił miasto na wieś Kamienicę (obecnie Nowy Sącz)[49], biskup krakowski w latach 1294–1320.

Burmistrzowie, starości i sędziowie grodzcy bieccy:
- Piotr Sułowski – sędzia grodzki w Bieczu, poseł na sejm walny, uczestniczył w uchwaleniu Unii Lubelskiej; jego nagrobek znajduje się w Kościele Bożego Ciała,
- Mikołaj Ligęza z Bobrku (1529–1603) – starosta biecki, kasztelan wiślicki, starosta żydaczowski; jego renesansowy nagrobek znajduje się w Kościele Bożego Ciała,
- Marcin Rokicki – aptekarz polski, rajca i burmistrz Biecza do 1572, był właścicielem kamienicy, gdzie mieściła się prawdopodobnie pierwsza apteka na Podkarpaciu (obecnie „Dom Barianów-Rokickich”); padł ofiarą jednej z zaraz bieckich w 1572,
- Wacław Potocki – starosta biecki i sędzia grodzki biecki w latach 1667–1676, jeden z głównych twórców barokowych w Polsce, poeta, epik, satyryk i moralista, pochowany w podziemiach klasztoru franciszkańskiego; jego nazwiskiem nazwano jedną z ulic miasta[149].

Urodzeni w Bieczu:
- Marcin Kromer – pochodzący z Biecza biskup warmiński, polski historyk i kronikarz, jego nazwiskiem nazwano jedną z kamienic oraz zabytkową ulicę,
- Witold Fusek – farmaceuta biecki, pochodzący z Biecza,
- Apolinary Kotowicz – malarz, pejzażysta i portrecista, pochodzący z Biecza,
- Mieczysław Ryba – członek Kolegium IPN, wykładowca w Wyższej Szkole Kultury Społecznej i Medialnej w Toruniu, autor artykułów naukowych na tematy historyczne, pochodzący z Biecza.
- Henryk Kozubski – malarz i działacz społeczny

Honorowi obywatele Biecza:
- Władysław Michniewicz[150]
- Seweryn Bańkowski[151]
- Jan Adam Czeżowski[152]
- ks. Leon Pastor[153]

Dodatkowo z miastem związana jest Jadwiga Andegaweńska, fundatorka szpitala św. Ducha, częsty gość na zamku w Bieczu, od 2007 roku Honorowy Patron Miasta i Gminy Biecz.

## Linki zewnętrzne

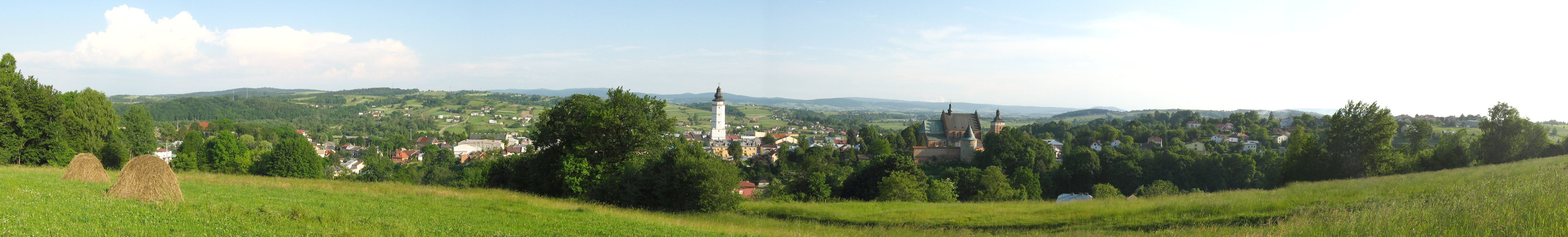
Stara część miasta widziana z Wapnisk

## Miasta Partnerskie
Sucha Góra (Czechy)
Budakeszi (Węgry)
Koszyce (Słowacja)
Gelnica (Słowacja)
Rohatyn (Ukraina)
Nowodnistrowsk (Ukraina)